# Armoriale delle famiglie italiane (Fr-Fu)
Questo è l'armoriale delle famiglie italiane il cui cognome inizia con le lettere che vanno da Fr a Fu.

## Armi

### Frac
| Stemma | Casato e blasonatura |
| ------ | --- |
|        | Fracanzani (Este (Padova)) Titoli: Nobile (mf), Conte (m) d'azzurro a tre teste di leone, d'oro, strappate (citato in (4) – Vol. III pag. 246) 3 teste di leone di profilo di oro poste 2,1 su azzurro (citato in LEOM) Cimiero: il leone d'oro, nascente |
|        | Fracassetti (Fermo, Cingoli) di argento alla torre fondata sulla campagna di verde sostenuta da due leoni affrontati, sormontata da un giglio e questo da un rastrello di 4 denti, il tutto di rosso (citato in (4) – Vol. III pag. 246) torre merlata alla ghibellina sostenuta da - 2 leoni controrampanti su terrazzo di verde sormontata da - un giglio e da - un lambello (4gocce) tutto di rosso su argento (citato in LEOM) |
|        | Fracassi o Fragassi partito di argento, e scaccato di argento e di azzurro, col capo d'oro, carico di un'aquila di rosso Cimiero: un volo di rosso (citato in (4) – Vol. III pag. 247) |
|        | Fracassi (Cesena) (la blasonatura non è stata ancora caricata) (citato in BLCW) Immagine in Blasone Cesenate. |
|        | Fracassi Ratti Mentone (Trino Vercellese, Cherasco, Roma) Titolo: marchesi di Torre Rossano inquartato: il 1º e 4º fasciato d'oro e di nero, alla banda di rosso (Ratti); il 2º e 3º di rosso alla fascia di argento (Mentone), e sul tutto partito di argento, e scaccato di argento e di azzurro, col capo d'oro, carico di un'aquila di rosso (citato in (4) – Vol. III pag. 247 e in (11)) partito di argento e scaccato di argento e di azzurro - aquila di rosso su oro in capo tutto su scudetto su - banda di rosso su fasciato di oro e di nero - fascia di argento su rosso (citato in LEOM) Cimieri: Di Ratti che è di un moretto nascente, al naturale, rivoltato tenente colla destra un breve scritto col motto: Virtus beatos efficit; di Fracassi, nel mezzo, che è di un volo di rosso; e di Mentone, che è dell'uomo selvatico, tenente colla destra la clava, colla sinistra un breve col motto: A buona speranza Motto: Virtus beatos efficit - A buona speranza |
|        | Fracassi della Valdera Spaccato; nel 1° d'azzurro e nel 2° scaccato d'argento e di nero; al leone al naturale rivolto a sinistra attraversante sul tutto. |
|        | Fracassi di Montolmo, Modugno e Cesena Spaccato; nel 1° d'azzurro e nel 2° scaccato d'argento e di nero; al leone al naturale rampante, rivolto, attraversante sul tutto, con la fascia di rosso sulla partizione. (citato in (7) – Vol. I pag. 428) |
|        | Fracassini (Firenze) D'argento, a tre fasce di verde e al leone attraversante di rosso (citato in (9)) |
|        | Fracassini (Firenze) Scaccato d'argento e di rosso (citato in (9)) (DE) Rot-silber geschacht (citato in (20)) |
|        | Fracassini (Toscana) (DE) In Silber 1 schwarzer Ziegenbock (citato in (20)) |
|        | Fracassini (Toscana) (DE) Unter 1 silbernen? Schildhaupt, darin 1 Löwe, 5mal grün-silber geteilt (citato in (20)) |
|        | Fracastoro (Verona) Titoli: Nobile, Conte di Fornello, Conte di azzurro, alla fascia d'oro, a forma di siepe di vimini intrecciata; col liocorno di argento, armato e chiomato di oro, nascente dalla fascia (citato in (4) – Vol. III pag. 247) fascia di oro a forma di siepe di vimini intrecciata di argento su azzurro - liocorno rampante nascente dalla fascia di argento su azzurro (citato in LEOM) Cimiero: il liocorno nascente |
|        | Fracastoro (Verona) siepe di vimini o vinchi di oro a forma di fascia su azzurro - liocorno rampante nascente di argento dalla fascia su azzurro (citato in LEOM) |
|        | Fracchia (Casale ?) D'argento, al leone d'azzurro (?), coronato di rosso (citato in (11)) |
|        | Fraccia (Alcamo, Palermo) Titolo: barone di Fumi, Favarotta d'azzurro, al cuore di rosso, coronato all'antica d'oro, attraversato da una freccia d'argento posta in sbarra (citato in Mango) d'azzurro, con un cuore di rosso traversato in sbarra da una freccia d'argento, sormontato da una corona d'oro (citato in (17)) Corona di barone Notizie storiche in Famiglie nobili di Sicilia. |

### Frad
| Stemma | Casato e blasonatura |
| ------ | --- |
|        | Fradello (Venezia) (FR) Coupé, au 1, d'or, à la croix alésée de gueules, au 2, de gueules plein. (citato in JB Rietstap (archiviato dall'url originale il 5 marzo 2016).) |

### Frag
| Stemma | Casato e blasonatura |
| ------ | --- |
|        | Fraganeschi (Cremona) inquartato; nel primo e nel quarto d'argento alla banda di nero; col capo d'oro all'aquila di nero coronata del campo; nel secondo e nel terzo d'argento al volo di nero (citato in BLCR) Immagine in Blasonario Cremonese (archiviato dall'url originale il 22 aprile 2017). |
|        | Fraghì (Sassari) D'azzurro al cavaliere armato di tutto punto con lancia e spada, su di un cavallo alla gualdrappa di rosso, con la bordatura di nodi d'oro di Savoia, passante sulla pianura, il tutto al naturale Motto: Conservet deu su re (citato in DAlena)                                   |

### Frai
| Stemma | Casato e blasonatura |
| ------ | --- |
|        | Fraia o De Fraja (Pozzuoli, Napoli) Titolo: patrizio di Pozzuoli d'argento ad un monte di verde sostenente due leoni al naturale affrontati e tenenti un pane di rosso. Lo scudo in cuore dell'aquila bicipite (citato in (4) – Vol. III pag. 248 e in (12)) 2 leoni controrampanti al naturale su monte di verde uscente dalla punta su argento - i leoni sostengono con le zampe anteriori un pane di rosso su argento (citato in LEOM) |

### Fram
| Stemma | Casato e blasonatura |
| ------ | --- |
|        | Framarino (Napoli) Titolo: duchi d'oro al tronco di albero al naturale, movente dalla punta, ed accostato da due rose di rosso (citato in (4) – Vol. III pag. 248 e in (12)) tronco di albero al naturale uscente dalla punta accostato da - 2 rose di rosso su oro (citato in LEOM) |
|        | Framarino dei Malatesta (Giovinazzo) Titolo: nobili di Giovinazzo di oro al tronco di albero di nero movente dalla punta, ed accostato da due rose di rosso (citato in (4) – Vol. III pag. 248 e in (12)) tronco di albero di nero uscente dalla punta accostato da - 2 rose di rosso su oro (citato in LEOM) alias trinciato da una banda d'oro caricata di un tronco d'albero di verde a due rami tagliati, posto in palo fra due rose rosse; nel primo di verde a tre teste d'oro; nel secondo scaccato di nero e oro (citato in (12)) 2 rose di rosso e tronchetto di verde su banda di oro su trinciato di verde e scaccato di nero e di oro - 3 teste di uomo di profilo di oro su verde (citato in LEOM) |
|        | Framberti (Mantova, Monferrato) D'oro, alla fascia d'azzurro, carica di tre stelle del campo, accompagnata da due teste di capra (d'argento, cucite?), una in capo, l'altra in punta (citato in (11)) |
|        | Frammarino (Roma) (la blasonatura non è stata ancora caricata) (Immagine nell' Archivio Storico Capitolino (PDF).) |
|        | Framonti (Cesena) (la blasonatura non è stata ancora caricata) (citato in BLCW) Immagine in Blasone Cesenate. |

### Franc
| Stemma | Casato e blasonatura |
| ------ | --- |
|        | Franceschi (Santarcangelo di Romagna) albero al naturale su terrazzo di verde su azzurro - capo d'Angiò (citato in LEOM) |
|        | Franceschi (Santarcangelo di Romagna) leone rampante troncato di oro e di azzurro su troncato di azzurro e di oro (citato in LEOM) |
|        | Franceschi (Firenze) d'azzurro al monte di 6 cime d'oro sostenente un avambraccio destro in palo, vestito di rosso, con la mano di carnagione indicante (citato in (4) – Vol. III pag. 249) avambraccio destro vestito di rosso uscente da monte a 6 cime di oro con la mano di carnagione indicante verso l'alto su azzurro (citato in LEOM) |
|        | Franceschi (Arezzo, Firenze) doro all'avambraccio destro in palo vestito di rosso, con la mano di carnagione indicante, sostenuto da un monte di sei cime al naturale e sormontato da tre stelle di 8 raggi d'azzurro male ordinate (citato in (4) – Vol. III pag. 249) D'oro, al monte di sei cime al naturale, cimato da una mano indicante di carnagione, vestita di rosso, posta in palo; il tutto accompagnato da tre stelle a otto punte d'azzurro, 1.2 (citato in (9)) alias D'azzurro, al monte di sei cime d'oro, cimato da una mano indicante di carnagione posta in palo; il tutto sormontato da tre stelle a otto punte d'oro, 1.2 (citato in (9)) (DE) In Blau 1 schwebender goldener Sechsberg, oben besetzt mit 1 naturfarbenen linken Hand und oben begleitet von 3 achtstrahligen goldenen Sternen 1:2 gestellt (citato in (20)) |
|        | Franceschi (Arezzo, Firenze) avambraccio destro vestito di rosso uscente da monte a 6 cime di argento con la mano di carnagione indicante verso l'alto su oro - 3 stelle (8 raggi) di azzurro poste 1,2 in alto su oro (citato in LEOM) |
|        | Franceschi (Pisa) d'azzurro al pino sradicato al naturale, fruttato d'oro, sostenuto da due leoni dello stesso affrontati e controrampanti al tronco (citato in (4) – Vol. III pag. 249) D'azzurro, all'albero di pino sradicato al naturale, fruttifero d'oro, sostenuto da due leoni dello stesso (citato in (9)) |
|        | Franceschi (Pisa) di azzurro al pino al naturale sradicato, fruttato d'oro e sostenuto da due leoni dello stesso affrontati controrampanti (citato in (4) – Vol. III pag. 251) |
|        | Franceschi (Roma) (la blasonatura non è stata ancora caricata) (Immagine nell' Archivio Storico Capitolino (PDF) (archiviato dall'url originale il 5 marzo 2016).) |
|        | Franceschi (Firenze) Trinciato: nel 1º di rosso, alla rosa d'argento; nel 2º fasciato increspato d'oro e d'azzurro (citato in (9)) |
|        | Franceschi (Firenze) D'argento, a tre coppie di crescenti affrontati e intrecciati, 2.1; ciascuna coppia composta di un crescente rovesciato d'azzurro e di un crescente montante di rosso (citato in (9)) |
|        | Franceschi (Firenze) D'oro, alla croce d'azzurro, caricata di cinque rose del campo (citato in (9)) |
|        | Franceschi (Firenze) D'azzurro, alla fascia d'argento, sormontata da una stella a otto punte d'oro; il tutto abbassato sotto il capo cucito d'Angiò alias D'azzurro, alla fascia di rosso, sormontata da una stella a otto punte d'oro; il tutto abbassato sotto il capo cucito d'Angiò (citato in (9)) |
|        | Franceschi (Pistoia) Troncato di verde e d'azzurro, alla fascia d'oro passata sulla partizione e accompagnata da tre tortelli di rosso, ripieni d'oro, ordinati due nel primo e uno nel secondo (citato in (9)) |
|        | Franceschi (Sansepolcro) Inquartato: nel 1º e 4º d'azzurro, a tre lingue di fiamma d'oro uscenti dall'incrociatura dell'inquartato; nel 2º e 3º d'argento, alla testa e collo d'aquila di nero, quella del 3º talora rivolta; sul tutto: di cielo, alla stella a otto punte d'oro poggiante a destra, e al crescente rivolto d'argento poggiante a sinistra, accompagnati in punta dal mare al naturale; il tutto abbassato sotto il capo partito dell'Impero e d'Angiò (citato in (9)) |
|        | Franceschi (Siena) D'oro, al capro saliente di nero, e alla fascia diminuita attraversante d'azzurro (citato in (9)) |
|        | Franceschi (Cagli) (la blasonatura non è stata ancora caricata) (citato in DAlena) |
|        | Franceschi da Vicchio (Firenze) D'azzurro, al monte di sei cime d'oro, cimato da una mano indicante di carnagione, vestita di rosso, posta in palo alias D'azzurro, al monte di sei cime d'oro, cimato da una mano indicante di carnagione, vestita di rosso, posta in palo, la mano accostata dalle lettere F e R di nero alias D'azzurro, al monte di sei cime d'oro, cimato da una mano indicante di carnagione, vestita di rosso, posta in palo; con il capo d'argento, caricato della croce ancorata d'oro (citato in (9)) |
|        | Franceschi o Franceschi del Vaio (Firenze) D'azzurro, a tre palle d'oro, 2.1 (citato in (9)) (DE) In Blau 3 goldene Scheiben, 2:1 gestellt (citato in (20)) |
|        | Franceschi o Franceschi della Mercanzia (Firenze) D'azzurro, alla croce gigliata d'oro (citato in (9)) (DE) In Blau 1 endgespitztes goldenes Lilienkreuz (citato in (20)) |
|        | Franceschi Marini (San Sepolcro, Firenze) inquartato: nel 1º e 4º d'azzurro a tre fiamme d'oro rosseggianti poste in banda e moventi dai due angoli interni; nel 2º e 3º d'argento al collo e testa di grifo al naturale, linguata di rosso, posti in profilo e affrontati; l'inquartatura sormontata da un capo partito; nel 1º al punto d'Angiò, nel 2º al punto dell'Impero. In cuore uno scudetto d'azzurro ad un mare agitato al naturale, sormontato a destra da una stella d'oro di 8 raggi, a sinistra da un crescente d'argento (citato in (4) – Vol. III pag. 250) mare agitato al naturale sormontato a sinistra da stella (8 raggi) di oro e a destra da una luna di argento su scudetto di azzurro su inquartato di azzurro e di argento - 3 fiamme di oro arrossate nella punta uscenti dal centro sull'azzurro - 2 teste di grifo affrontate alla tedesca al naturale su argento - capo d'Angiò - aquila di nero su oro (citato in LEOM) |
|        | Franceschi Marini (San Sepolcro, Firenze) stella (6 raggi) di argento luna dello stesso mare ondato in punta su scudetto di azzurro su - azzurro pieno - testa e collo di aquila al naturale su argento - capo d'Impero - capo d'Angiò (citato in LEOM) |
|        | Franceschi o Franceschi Parra (Pisa) d'azzurro al pino al naturale sradicato e fruttato d'oro e sostenuto da due leoni dello stesso affrontati (citato in (4) – Vol. III pag. 251) albero di pino sradicato al naturale fruttato di oro e sostenuto da - 2 leoni controrampanti dello stesso su azzurro (citato in LEOM) |
|        | Franceschini (Cascia) partito: nel 1º di azzurro alla torre di argento sormontata da altra torre più piccola dello stesso, merlate alla ghibellina aperta finestrata e murata di nero, movente da acque al naturale e accostata a due rose di verde; nel 2º troncato in banda di verde e d'azzurro alla banda d'argento attraversante sulla troncatura accompagnata in capo da una falce al naturale posta nel senso della banda, ed in punta da un giglio d'oro (citato in (4) – Vol. III pag. 251) torre (2palchi) merlata alla ghibellina aperta e finestrata di nero movente da mare al naturale su azzurro affiancata da - 2 rose di verde su azzurro - banda di argento su trinciato di verde e di azzurro - falce al naturale in alto a destra - giglio di oro a sinistra (citato in LEOM) alias d'azzurro alla croce di calvario di rosso sostenuta da un monte di tre cime di verde uscente dalla punta e accostata in basso da due comete d'oro ed in alto da due stelle (6) dello stesso (citato in (4) – Vol. III pag. 251) croce latina di rosso sostenuta da monte a 3 cime di verde uscente dalla punta su azzurro accostata in basso da - 2 comete di oro poste in palo e in alto - da 2 stelle (6 raggi) dello stesso su azzurro (citato in LEOM) |
|        | Franceschini (Firenze) D'azzurro, al destrocherio di carnagione, vestito di rosso, tenente un martello al naturale, nell'atto di battere su un'incudine dello stesso; il tutto sormontato da una stella a otto punte d'oro (citato in (9)) |
|        | Franceschini (Firenze) Troncato: nel 1º di..., al destrocherio di..., tenente un martello al naturale nell'atto di battere su un'incudine dello stesso, accompagnato nel cantone destro del capo da una stella a otto punte di...; nel 2º di..., a quattro rametti fioriti di..., nodriti sulle cime laterali di un monte di sei cime di... (citato in (9)) |
|        | Franceschini (Prato) Troncato: nel 1º di..., all'uccello di... posato su un monte di tre cime di..., uscente dalla troncatura; nel 2º palato di sei pezzi di... e di... (citato in (9)) |
|        | Franceschini (Siena) D'azzurro, al destrocherio di carnagione, vestito di rosso, tenente alta in palo una spada d'argento accostata in capo da due stelle a otto punte d'oro (citato in (9)) |
|        | Franceschini (Volterra) Partito: nel 1º d'azzurro, allo stelo di saggina di verde, cimato da una pannocchia ricadente a destra di rosso; nel 2º partito cuneato d'oro e d'argento; il tutto abbassato sotto il capo d'argento, caricato di tre gigli d'oro ordinati fra i quattro pendenti di un lambello di rosso (citato in (9)) |
|        | Francesco (Messina) Titolo: barone di Fiumara di Muro, Casale di Calanna, Ligia; marchese di Clemenza, Vernazza diviso, nel 1° d'azzurrò, con un delfino d'argento nuotante sopra un mare dello stesso, sormontato da un'aquila spiegata e coronata d'oro; nel 2° d'oro, con tré sbarre di rosso, ed una fascia dello stesso attraversante sul diviso (citato in (17)) Corona di marchese Notizie storiche in Famiglie nobili di Sicilia. |
|        | Francesco di Pietro (Siena) D'oro, al fascio di rami di rosaio di verde, fiorito di tre pezzi di rosso (citato in (9)) |
|        | Francesconi (Siena) di rosso, alla fascia d'oro accompagnata da 3 anelletti del medesimo (citato in (2) – pag. 29, in (5) - pag. 98 (fascia diminuita d'oro) e in DAlena) Di rosso, alla fascia d'oro, accompagnata da tre anelletti dello stesso, 2.1 (citato in (9)) |
|        | Francesconi (Firenze) Di rosso, alla fascia d'oro, accompagnata da tre anelletti dello stesso, 2.1 (citato in (9)) |
|        | Francesconi (Lucca) D'argento, al drago linguato di rosso, sostenente il pino d'Italia, poggiante su un monte di tre colli all'italiana di terra fondato in punta, il tutto al naturale. |
|        | Francesconi (Navelli) partito: nel 1° d'azzurro, al sinistroceherio armato al naturale, movente da destra, impugnante una banderuola bifida dello stesso, caricata di una crocetta patente di verde, svolazzante a destra, astata al naturale posta in palo, sostenuta da un monte di tre cime all'italiana al naturale, movente dalla punta, il tutto attraversante sulla partizione; nel 2° di rosso, al semivolo abbassato d'argento, movente da destra, 2.1 (citato in (23), (24) e (25)) |
|        | Francesetti (Ceres, Torino, Roma) Titolo: conti di Hautecourt, Malgrà, Mezzenile; consignori di Castellamonte inquartato in decusse: al 1º e 4º d'argento a cinque pali di rosso; al 2º e 3º di azzurro al giglio d'oro; il tutto col capo di rosso, carico di un leone illeopardito, tenente un bisante, il tutto d'oro (stemma di origine) (citato in (4) – Vol. III pag. 252 e in (11)) inquartato in croce di Sant'Andrea di argento e di azzurro - 5 pali di rosso su argento - giglio di oro su azzurro - leone passante di oro alzando con la destra una palla dello stesso su rosso in capo (citato in LEOM) alias inquartato: al 1º e 4º controinquartato di San Martino che è inquartato: nel 1º e 4º di rosso pieno; nel 2º e 3º di azzurro a 9 losanghe d'oro disposte in palo 3 e 3; al 2º di Cortina che è d'oro al leone di rosso; al 3º di Castellamonte che è d'azzurro a tre monti d'oro; ciascuno caricato di un trifoglio di verde, rovesciato e sostenente un pappagallo di verde colle teste rivoltate, e sul tutto di Francesetti (stemma di adozione) Tenenti: due uomini selvatici colle clave all'ingiù Motti: Omnis in Deo spes - Purpurata nam stirpe creatus ardeo (citato in (4) – Vol. III pag. 252 e in (11)) inquartato in croce di Sant'Andrea di argento e di azzurro - 5 pali di rosso su argento - giglio di oro su azzurro - leone passante di oro alzando con la destra una palla dello stesso su rosso in capo tutto su scudetto su - inquartato di rosso e di azzurro caricato di 9 losanghe appuntate e accollate in tripla fascia - leone rampante di rosso su oro - monte a 3 cime di oro uscente dalla punta i monti caricati ciascuno da un trifoglio rovesciato di verde e cimati 3 pappagalli di verde con la testa rivolta su azzurro (citato in LEOM) |
|        | Francesetti (Torino) inquartato in decusse: al 1º e 4º, d'oro a cinque pali di rosso; al 2º e 3º d'azzurro al giglio di oro; il tutto col capo di argento, carico di un leone di azzurro, illeopardito, tenente un bisante d'oro (citato in (4) – Vol. III pag. 253 e in (11)) inquartato in croce di Sant'Andrea di oro e di azzurro - 5 pali di rosso su oro - giglio di oro su azzurro - leone passante di azzurro tenente con la destra una palla di oro su argento in capo (citato in LEOM) Motto: Omnis in Deo spes |
|        | Francesi (Toscana) (DE) In Blau 1 silbernes Kleeblattkreuz (citato in (20)) |
|        | Francesi della Foresta (Toscana) (DE) In Silber 3 blaue Pfähle, überdeckt von 1 goldenen Balken (citato in (20)) |
|        | Francesi della Foresta (Toscana) (DE) In Rot 3 blaue Pfähle, überdeckt von 1 goldenen Balken (citato in (20)) |
|        | Franchetti (Roma, Treviso, Firenze, Limite sull'Arno) troncato: nel 1º d'argento al destrocherio armato, uscente da uno scudo ancile posto in sbarra, orlato d'oro e impugnante con la mano di carnagione una spada arcuata, posta in palo, il tutto al naturale; nel 2º d'azzurro al cavallo galoppante d'argento (citato in (4) – Vol. III pag. 253) braccio destro armato al naturale uscente da uno scudo ovale di argento bordato di oro posto in sbarra detto braccio afferrante con la mano di carnagione una spada arcuata al naturale posta in palo tutto su argento - cavallo corrente di argento su azzurro (citato in LEOM) Cimiero: un cigno d'argento, sorante Motto: Honor et labor |
|        | Franchetti (Roma, Treviso, Firenze) braccio destro armato uscente da destra afferrante con la mano di carnagione una scimitarra di argento su azzurro - cavallo corrente di rosso su oro - 3 stelle (5 raggi) di azzurro poste in banda su quartier franco di argento in alto a sinistra su oro (citato in LEOM) |
|        | Franchetti (Bergamo) inquartato: nel 1º e 4º di rosso ad un guerriero armato di tutto punto, uscente ed impugnante una spada nuda in palo, il primo colla destra ed il quarto colla sinistra; nel 2º e 3º d'azzurro, ad un cipresso di verde piantato sopra una campagna dello stesso; sul tutto uno scudetto di rosso coronato d'oro, ad una cotta d'argento (citato in (4) – Vol. III pag. 255) cotta d'arme di argento su scudetto di rosso coronato all'antica di oro su - guerriero armato in maestà portante con la destra spada posta in palo su rosso nel 1° quarto e nella sinistra nel 4° quarto - albero al naturale su terrazzo di verde su azzurro (citato in LEOM) alias inquartato: nel primo di rosso ad una cotta d'argento; nel 2º d'argento pieno; nel terzo d'argento alla sbarra d'oro, accompagnata d due stelle dello stesso; nel 4º di verde pieno (citato in (4) – Vol. III pag. 255) cotta d'arme di argento su rosso - argento pieno - sbarra di oro accompagnata da - 2 stelle (5 raggi) dello stesso poste in banda su argento - verde pieno (citato in LEOM) |
|        | Franchetti (Bergamo) cotta d'arme al naturale su scudetto di oro su - guerriero nascente dalla partizione in maestà spada in destra e granata accesa in sinistra tutto al naturale su rosso - albero di pino su terrazzo di verde al naturale su azzurro (citato in LEOM) |
|        | Franchetti (Mantova, Livorno, Torino, Firenze) Titolo: baroni Troncato d'azzurro e d'oro, il 1° al braccio destro, movente dal lembo sinistro dello scudo, impugnante una scimitarra, il tutto d'argento, il 2° al cavallo di rosso, gaio e galoppante, con il quartier franco d'argento, carico di tre tortelli di azzurro, ordinati in banda (citato in (11)) |
|        | Franchetti di Ponte (Milano) troncato:nel 1º partito: a) d'azzurro alla cometa d'argento di 8 raggi posta in banda; b) di argento ad un braccio armato al naturale, la spalla vestita di argento movente dal fianco sinistro, tenente un'ancora a tre punte di nero e posta in banda;nel 2º di rosso ad un muro merlato d'argento, movente dalla punta, con la fascia d'argento attraversante sulla troncatura (citato in (4) – Vol. III pag. 256) fascia di argento su semipartito troncato di azzurro di argento e di rosso - cometa di argento posta in banda su azzurro - braccio destro armato al naturale uscente da destra afferrante con la mano guantata una ancora di nero a 3 marre posta in banda su argento - muro merlato alla guelfa uscente dalla punta su rosso (citato in LEOM) Cimiero: un'ancora a tre punte di nero, tra un volo dello stesso |
|        | Franchi d'argento, al gallo di nero, imbeccato, barbato e crestato di rosso, passante sulla campagna di verde, caricata di tre gigli di giardino al naturale, appuntati e moventi dalla punta (citato in (5) – pag. 112) |
|        | Franchi d'oro, al corvo posato (fermo) di nero (citato in (5) – pag. 122) |
|        | Franchi (L'Aquila) Titolo: patrizio dell'Aquila troncato di oro e di azzurro con la fascia d'argento in divisa accompagnata in capo da un'aquila uscente di nero, e nella punta da due caprioli d'argento (citato in (4) – Vol. III pag. 257 e in (12)) fascia di argento in divisa su troncato di oro e di azzurro - aquila di nero nascente dalla fascia su oro - 2 scaglioni di argento su azzurro (citato in LEOM) |
|        | Franchi di rosso alla torre di argento merlata e turrita di tre pezzi, aperta e finestrata di nero, accompagnata in punta da tre palle d'oro poste 2, 1 (citato in (4) – Vol. III pag. 257) |
|        | Franchi (Roma, Veroli) partito: nel 1º di rosso alla torre di argento di due palchi accompagnata in punta da tre bisanti d'oro; nel 2º d'oro a due bande d'azzurro ondate (citato in (4) – Vol. III pag. 258) torre (2palchi) di argento merlata alla guelfa accompagnata in basso da - 3 palle di oro poste 2,1 su rosso - 2 bande ondate di azzurro su oro (citato in LEOM) |
|        | Franchi di rosso al capriolo d'oro accompagnato da tre stelle d'argento di 6 (citato in (4) – Vol. III pag. 258) |
|        | Franchi d'oro alla fascia ondata d'argento accompagnata da due torri al naturale (citato in (4) – Vol. III pag. 258) |
|        | Franchi (Firenze) Di..., alla torre di... (citato in (9)) |
|        | Franchi (Pistoia, Firenze) Palato increspato d'azzurro e di rosso, al capo d'oro alias D'azzurro, a tre pali increspati di rosso e al capo d'oro (citato in (9)) |
|        | Franchi (Firenze, Prato) Di rosso, alla fascia d'oro, accompagnata da tre crocette ricrociate dello stesso, 2.1 alias Di rosso, alla fascia d'oro, accompagnata da tre crocette trifogliate dello stesso, 2.1 alias Di rosso, alla fascia d'oro, accompagnata da tre crocette di sant'Andrea patenti e aguzzate dello stesso, 2.1 (citato in (9)) |
|        | Franchi (Firenze, Livorno) Di rosso, a tre corone radiate d'oro, 2.1 alias Di rosso, a tre corone radiate d'oro, 2.1; con il capo del Popolo fiorentino (citato in (9)) |
|        | Franchi (Siena) Di rosso, alla scala di quattro pioli d'oro, accostata da due stelle a otto punte dello stesso (citato in (9)) |
|        | Franchi (Siena) D'azzurro, alla fascia d'argento sormontata da un capricorno dello stesso (citato in (9)) |
|        | Franchi (Genova) (la blasonatura non è stata ancora caricata) (citato in DAlena) |
|        | Franchi (Compiano) Trinciato: nel 1° (d'argento?); nel 2° bendato (d'azzurro?) e di (argento?); il tutto caricato da un leone di (rosso?) (citato in DAlena) |
|        | Franchi (Napoli, Abruzzo) Titolo: conte di Montorio Spaccato: nel 1° d'oro alla mezz'aquila uscente di nero; nel 2° d'azzurro a due caprioli d'argento; colla fascia dello stesso attraversante sulla partizione (citato in DAlena) spaccato, nel 1° d'oro all'aquila uscente nera e coronata d'oro; nel 2°d'azzurro a due caprioli d'argento; con la fascia d'argento attraversante sulla partizione (citato in (14)) Notizie storiche in Nobili napoletani. |
|        | Franchi (Venezia,Isola di Chio) (FR) Tiercé en fasce: de sinople, d'argent et de gueules (citato in JB Rietstap (archiviato dall'url originale il 5 marzo 2016).) |
|        | Franchi o Franco già Torre o Della Torre (Centallo) Titolo: conti di Pont con Castello, Ruata, Chiesa, La Maddalena, Chianale Inquartato, al 1º e 4º d'oro, alla torre di rosso, murata di nero, al 2º e 3º d'azzurro, a tre semprevive, d'oro (citato in (11) e in (19)) inquartato, 1º e 4º in campo d'oro una torre merlata di tre pezzi rossa; 2º e 3º tre semprevivi d'oro in campo di azzurro (citato in (19)) Cimiero: un'aquila di nero Motto: Et renuente solo |
|        | Franchi e Franchi Verney (Manta, Torino) Titolo: conti della Valletta D'argento, alla torre di rosso, merlata di cinque pezzi alla ghibellina, aperta e finestrata di nero alias Inquartato, al 1° e 4° di Franchi, al 2° e 3° d'azzurro, al monte d'oro di tre vette, sormontate da tre gigli d'argento, ordinati in fascia, e questi sormontati da due stelle d'oro (Verney) Motto: Prospiciens munit - In te Domine speravi (citato in (11)) |
|        | Franchi o De Franchi (Briga Marittima) Titolo: nobile Di rosso, a tre corone d'oro (citato in (11)) di rosso con tre corone d'oro poste in triangolo (citato in (19)) Cimiero: un cavallo nascente d'argento, imbrigliato di rosso Motto: Mens rationi subiecta |
|        | Franchi (Ceva) Di rosso, a tre corone d'oro (citato in (11)) |
|        | Franchi (Torino) Troncato cuneato d'azzurro e d'oro, di quattro pezzi, il 1° alla freccia, coricata in fascia, sormontata da tre stelle, ordinate in fascia, il tutto d'oro, il 2° al leone di rosso, tenente un caduceo del campo, alato di rosso, con i serpi di verde Motto: Suadit vel cogit (citato in (11)) |
|        | Franchi (Torino) fascia di argento su troncato di azzurro e di verde - stella (5 raggi) di oro sull'azzurro - anatra di argento sul verde (citato in LEOM) |
|        | Franchi o Franc (Savigliano, Ginevra) Titolo: signori di Crest D'azzurro, al triangolo d'oro, pieno Motto: Quodcumque ferar (citato in (11)) |
|        | Franchi (Sicilia) di rosso, a tre corone all'antica d'oro, situate 2, 1; al capo d'argento alla croce di rosso (citato in Mango) di rosso, con tre corone di oro ordinate 2 e 1; al capo d'argento caricato da una croce di rosso (citato in (17)) Notizie storiche in Famiglie nobili di Sicilia. |
|        | Franchi (Roma) (la blasonatura non è+ stata ancora caricata) (Immagine nella Raccolta stemmi Trippini (JPG).) |
|        | Franchi (Cesena) (la blasonatura non è stata ancora caricata) (citato in BLCW) Immagine in Blasone Cesenate. |
|        | Franchi Clementini partito: al 1º di rosso al capriolo d'oro accompagnato da tre stelle d'argento di 6 (Franchi); al 2º d'azzurro al liocorno di argento; colla banda dello stesso caricata di quattro gigli del campo attraversante (Clementini) (citato in (4) – Vol. III pag. 258) scaglione di oro accompagnato da - 3 stelle (6 raggi) di argento poste 2,1 su rosso - 4 gigli di azzurro posti in palo su banda di argento su - liocorno rampante dello stesso su azzurro (citato in LEOM) alias partito: al 1º d'oro alla fascia ondata d'argento accompagnata da due torri al naturale (Franchi); al 2º d'azzurro allo scaglione accompagnato da tre stelle di otto raggi il tutto d'oro (Clementini) (citato in (4) – Vol. III pag. 258) fascia ondata di argento su oro accompagnata da - 2 torri al naturale poste in palo merlate alla guelfa - scaglione di oro accompagnato da - 3 stelle (8 raggi) dello stesso poste 2,1 su azzurro (citato in LEOM) |
|        | Franchi da Signa (Firenze) Di..., all'albero reciso di... (citato in (9)) |
|        | Franchi de' Cavalieri (Roma) interzato in palo: al 1º d'oro alla gemella, ondata, di azzurro e posta in banda (Caetani); al 2º di rosso alla torre di argento merlata e turrita di tre pezzi, aperta e finestrata di nero, accompagnata in punta da tre palle d'oro poste 2, 1, (Franchi); al 3º di azzurro alla banda d'oro accompagnata in capo da tre stelle di sei raggi d'oro, male ordinate; cane d'argento rampante e attraversante (de' Cavalieri). Il tutto abbassato sotto un capo d'oro caricato di un'aquila di nero coronata del campo (Franchi) (citato in (4) – Vol. III pag. 257) 2 bande ondate di azzurro su oro - castello a 3 torri la centrale più alta di argento su rosso - 3 palle di oro poste 2,1 su rosso in basso - cane di argento rampante su - banda di oro accompagnato in capo da - 3 stelle (6 raggi) di oro poste 1,2 su azzurro - capo d'Impero (citato in LEOM) (Immagine nell' Archivio Storico Capitolino (PDF) (archiviato dall'url originale il 23 febbraio 2017).) Motto: Virtus fortuna potentior Cimiero: tre piume di struzzo: una azzurra in mezzo a due rosse Svolazzi e cercine: di verde |
|        | Franchi de' Cavalieri (Roma) (la blasonatura non è stata ancora caricata (Immagine nella Raccolta stemmi Trippini (JPG).) |
|        | Franchi del Giglio (Firenze) Bandato increspato d'azzurro e di rosso, al capo d'oro (citato in (9)) |
|        | Franchi del Lion d'Oro (Firenze) D'azzurro, al leone al naturale e alla banda diminuita attraversante d'argento (citato in (9)) |
|        | Franchi Lanfranchi (Pistoia) D'argento, alla croce di sant'Andrea di rosso, accantonata da quattro galli posati di nero, crestati e barbati di rosso alias D'argento, alla croce di sant'Andrea di rosso, accantonata da quattro galli arditi di nero, crestati e barbati di rosso (citato in (9)) |
|        | Franchi Verney (Torino) torre di rosso merlata di 5 pezzi alla ghibellina aperta e finestrata di nero su argento - 3 monti al naturale di oro uscenti dalla partizione cimati ciascuno da un giglio di argento sormontati da - 2 stelle (5 raggi) di oro poste in fascia in alto su azzurro (citato in LEOM) |
|        | Franchini di rosso, alla croce d'argento (citato in (5) – pag. 122) |
|        | Franchini (San Miniato) d'azzurro al pino al naturale sulla campagna di verde, accostato in capo da una fascia centrata di rosso, caricata di 3 gigli d'oro (citato in (4) – Vol. III pag. 259) 3 gigli di oro su fascia convessa di rosso su azzurro - in basso albero di pino al naturale su terrazzo di verde su azzurro (citato in LEOM) |
|        | Franchini (Pistoia) troncato: nel 1º d'argento; nel 2º sbarrato d'argento e di nero: alla fascia di rosso attraversante sulla troncatura (citato in (4) – Vol. III pag. 260) fascia di rosso su troncato di argento e sbarrato di argento e di nero (citato in LEOM) |
|        | Franchini (Firenze) D'oro, all'albero al naturale, nodrito sul terreno dello stesso, e al capo d'Angiò (citato in (9)) (DE) In Blau 1 naturfarbener Laubbaum, 1 natürlichen grünen Boden besetzend und oben begleitet von 1 vierlätzigen roten Turnierkragen mit je 1 goldenen Lilie zwischen den Lätzen (citato in (20)) alias D'oro, all'albero al naturale, nodrito sul terreno dello stesso, sormontato da tre gigli d'oro ordinati in capo (citato in (9)) |
|        | Franchini (Turi, Cosenza, Rutigliano) Titolo: nobile bandato d'oro e d'azzurro al capo del secondo caricato da un giglio d'oro accostato da due gigli di rosso (citato in (29)) |
|        | Franchini (Toscana) (DE) In Blau 1 naturfarbener Laubbaum, 1 natürlichen grünen Boden besetzend und oben begleitet von 1 vierlätzigen roten Turnierkragen mit je 1 goldenen Lilie zwischen den Lätzen (citato in (20)) |
|        | Franchini (Pescia) D'azzurro, alla gemella in banda di rosso, abbassata sotto un giglio d'oro sinistrato da un leone di...; il tutto sormontato da una stella a otto punte d'argento (citato in (9)) |
|        | Franchini (Pistoia) Bandato di sei pezzi d'azzurro e d'argento, al capo del secondo sostenuto da una divisa di rosso alias Troncato: nel 1º troncato d'argento e di rosso; nel 2º bandato d'azzurro e d'argento alias Sbarrato di sei pezzi d'argento e di nero, al capo d'argento sostenuto da una divisa di rosso (citato in (9)) |
|        | Franchini (Pistoia) (DE) Durch 1 roten Balken geteilt: Oben ledig silber, unten 5mal silber-blau schräggeteilt (citato in (20)) |
|        | Franchini (San Miniato) D'azzurro, all'albero di pino al naturale, nodrito sul terreno dello stesso, e sormontato dalla fascia alzata di rosso, caricata di tre gigli d'oro (citato in (9)) |
|        | Franchini (Padova, Venezia) troncato: nel 1º d'oro, all'aquila spiegata di nero; nel 2º di rosso, al monte di tre cime d'argento, alla fascia d'azzurro attraversante sulla partizione (FR) Coupé d'or à l'aigle éployée de sable sur gueules à un tertre de trois coupeaux d'argent à la fasce d'azur brochant sur le coupé (citato nel sito della famiglia Franchini.) alias troncato: nel 1º d'oro, all'aquila spiegata di nero; nel 2º di rosso, al monte di tre cime d'argento, alla fascia d'azzurro attraversante sulla partizione e caricata di cinque stelle d'oro (FR) Coupé d'or à l'aigle éployée de sable sur gueules à un tertre de trois coupeaux d'argent à la fasce d'azur brochant sur le coupé chargée de cinq étoiles d'or (citato nel sito della famiglia Franchini.) |
|        | Franchini (Venezia, Verona) d'azzurro, all'avanbraccio posto in palo, vestito d'oro, uscente da fiamme di rosso, la mano di carnagione, impugnante una palla d'argento, il tutto sostenuto da un monte di tre cime di verde (FR) d'azur, à un avant-bras posé en pal, paré d'or, issant de flammes de gueules, la main de carnation, empoignant une boule d'argent, le tout soutenu d'un tertre de trois coupeaux de sinople (citato nel sito della famiglia Franchini.) alias trinciato: nel 1º d'azzurro, al leone nascente d'oro, tenente un ramo di verde; nel 2º di rosso, alla corona all'antica d'oro (FR) tranché, au 1 d'azur, au lion issant d'or, tenant un rameau de sinople ; au 2 de gueules, à une couronne antique d'or (citato nel sito della famiglia Franchini.) |
|        | Franchini (Cosenza, Bari) bandato d'oro e d'azzuro;col capo dello stesso caricato da un giglio d'oro;accostato da due rose di rosso (FR) bandé d'or et d'azur, au chef du même, chargé d'une fleurdelys d'or entre deux roses de gueules (citato nel sito della famiglia Franchini.) |
|        | Franchini (Cesena) (la blasonatura non è stata ancora caricata) (citato in BLCW) Immagine in Blasone Cesenate. |
|        | Franchini (Cesena) (di rosso, alla croce d'argento) (citato in BLCW) Immagine in Blasone Cesenate. |
|        | Franchini da Segalari (Pisa) Di rosso, al leone d'argento (citato in (9)) |
|        | Franchini Stappo (Verona, Firenze) Titoli: Nobile, Nobile del S.R.I., Conte inquartato: al 1º d'argento a tre bande di rosso, col leone del campo attraversante; al 2º di argento all'aquila di nero, linguata ed armata di rosso coronata d'oro; al 3º d'argento alla sbarra di azzurro doppio merlata, piegata in fascia nell'ombilico dello scudo, accompagnata da 4 stelle (6) d'oro cucite, due sopra e due sotto; al 4º d'argento a tre bande di rosso col braccio armato, tenente colla mano di carnagione una mazza d'armi posta in sbarra; il tutto la naturale, il braccio movente dal lembo dello scudo ed attraversante (citato in (4) – Vol. III pag. 260) leone rampante di argento su - 3 bande di rosso su argento - aquila di nero coronata di oro su argento - sbarra controdoppiomerlata convessa di azzurro su argento accompagnata da - 4 stelle (6 raggi) di oro poste in doppia fascia su argento - braccio sinistro armato al naturale uscente dalla partizione su - 3 bande di rosso su argento afferrante con la mano di carnagione una mazza al naturale posta in palo (citato in LEOM) Cimiero: donna nascente drappeggiata di rosso scapigliata, tenente con la destra la mazza d'armi dello scudo e colla sinistra un breve scritto col: Motto: Giustizia, Fortezza |
|        | Franchini Tassini (San Marino) albero uscente dalla punta e tasso controrampante al fusto tutto al naturale su argento - giglio di argento su monte a 3 cime di verde uscente dalla punta su azzurro - 3 stelle (8 raggi) di oro su azzurro in capo - trangla di nero (citato in LEOM) |
|        | Franchini Taviani (Pistoia, Prato, Firenze) Palato di sei pezzi d'argento e di rosso alias Palato di sei pezzi di rosso e d'oro, alla palla d'argento, caricata di tre gigli d'oro, 2.1 alias Palato di sei pezzi di rosso e d'oro, alla palla d'azzurro, caricata di tre gigli d'oro, 2.1 (citato in (9)) |
|        | Franchi Verney (Torino) inquartato: al 1º d'argento alla torre di rosso merlata di cinque pezzi alla ghibellina, aperta e finestrata di nero; al 2º e 3º d'azzurro al monte d'oro di tre vette, sormontate dxa tre gigli d'argento ordinati in fascia e questi da due stelle d'oro (Verney) Cimiero: capi e colli di un'aquila bicipite, di nero, allumata e rostrata di rosso, coronata d'oro, sulle due teste Motto: In te domine speravi (citato in (4) – Vol. III pag. 259) |
|        | Franchis (Sicilia) diviso, di rosso e di argento, con una corona d'oro broccante sul diviso (citato in (17)) Notizie storiche in Famiglie nobili di Sicilia. |
|        | Franci (Empoli) Di..., alla fascia di..., accompagnata in capo da tre fiamme di..., 1.2, e in punta da tre gigli di..., 2.1 (citato in (9)) |
|        | Franci (Firenze) Partito d'oro e d'azzurro, al giglio attraversante dell'uno all'altro (citato in (9)) |
|        | Franci (Siena) D'azzurro, alla fascia di rosso sostenente un monte a tre cime d'oro, il tutto accompagnato da tre stelle a sei punte dello stesso, 2.1 alias D'azzurro, alla fascia d'argento sostenente un monte a tre cime d'oro, il tutto accompagnato da tre stelle a sei punte dello stesso, 2.1 (citato in (9)) |
|        | Francia Titolo: consignori di Cellamonte D'azzurro, alla fascia di rosso, cucita, carica di tre stelle d'argento, accostata da tre gigli d'oro, 2 e 1 (citato in (11)) 3 stelle (5 raggi) di argento su fascia di rosso su azzurro - 3 gigli di oro posti 2,1 su azzurro (citato in LEOM) alias Troncato d'azzurro e di rosso, a tre gigli d'oro, male ordinati (citato in (11)) |
|        | Francia d'azzurro,a tre rospi d'oro (citato in (5) – pag. 156) |
|        | Francia o Di Francia (Tropea) trinciato dalla dritta, la superiore rossa e l'inferiore azzurra con la banda d'oro sormontata da un leone dello stesso armato e linguato d'azzurro (citato in BLCL) Immagine e notizie storiche in Tropea Magazine. |
|        | Francia (Tropea) (LA) barram cum Leone aurato desuper campum ceruleum subter vero campum rubeum (citato in BLCL) Immagine e notizie storiche in Tropea Magazine. |
|        | Franciarini (Gubbio) troncato: nel 1º di rosso alla stella di otto raggi d'oro; nel 2º d'azzurro a tre gigli d'oro posti in fascia; con la fascia d'argento attraversante, caricata di tre plinti d'oro posti in fascia (citato in (4) – Vol. III pag. 261) 3 plinti di oro su fascia di argento su troncato di rosso e di azzurro - stella (8 raggi) di oro su rosso - 3 gigli di oro posti in fascia su azzurro (citato in LEOM) alias d'azzurro alla fascia d'argento caricata di tre plinti posti in banda, ed accompagnata in capo da una stella (8), ed in punta da tre gigli, il tutto d'oro (citato in (4) – Vol. III pag. 261) |
|        | Francica (Siracusa, Catania) Titolo: marchese di Panaya di rosso alla fascia di argento in divisa attraversante un giglio d'oro, accantonato da quattro bisanti del medesimo (citato in (4) – Vol. III pag. 263) di rosso alla fascia d'argento attraversante un giglio d'oro accompagnato da quattro bisanti del medesimo nei cantoni (citato in (12)) fascia in divisa di argento su giglio di oro su rosso - 4 palle di oro nei 4 angoli dello scudo su rosso (citato in LEOM) |
|        | Francica e Francica Nava (Siracusa, Catania) Titolo: barone di Bondifé, Belliscara, Burgio, Turrivecchia di rosso, al giglio d'oro, accompagnato da quattro bisanti dello stesso e la fascia del secondo attraversante (citato in (4) – Vol. III pag. 262, in Mango e in (17)) fascia di oro su giglio dello stesso accompagnato da - 4 palle di oro poste nei 4 angoli dello scudo tutto su rosso (citato in LEOM) di rosso, con una fascia sormontata da un giglio accostato da due palle, ed altre due palle poste in punta, il tutto d'oro (citato in (17)) alias partito: nel 1º di rosso, al giglio d'oro, accompagnato da quattro bisanti dello stesso e la fascia del secondo attraversante (Francica), nel 2º bandato ondato d'oro e di rosso (Nava) (citato in (4) – Vol. III pag. 262, in Mango e in (17)) fascia di oro su giglio dello stesso accompagnato da - 4 palle di oro poste nei 4 angoli dello scudo tutto su rosso - bandato ondato di oro e di rosso (citato in LEOM) Notizie storiche in Famiglie nobili di Sicilia. Ulteriori notizie storiche in Famiglie nobili di Sicilia. |
|        | Francica Nava (Siracusa, Catania) fascia di argento su giglio di oro su rosso - 4 palle di oro su rosso poste in doppia fascia - 4 fasce controinnestate di azzurro su oro (citato in LEOM) |
|        | Francica Nava (Sicilia) (la blasonatura non è stata ancora caricata) (Immagine nella Raccolta stemmi Trippini (JPG).) |
|        | Francini (Firenze) D'azzurro, al destrocherio di carnagione, vestito di rosso, impugnante per il gambo una pina al naturale, accompagnata da tre gigli d'oro, 1.2 (citato in (9)) |
|        | Francini (Firenze) Di rosso, al destrocherio armato d'argento, impugnante una pina gambuta e fogliata al naturale; il tutto accompagnato da tre stelle a otto punte d'oro, ordinate in capo (citato in (9)) |
|        | Francini (Firenze) D'azzurro, al destrocherio di carnagione, vestito di rosso, tenente per il gambo una pina al naturale, gambuta e fogliata di verde; il tutto accompagnato in capo da una stella a otto punte d'oro e da tre gigli dello stesso, 2.1, i due ai lati e l'uno in punta (citato in (9)) |
|        | Francini (Firenze) mano destra con guanto d'arme di argento uscente da destra afferrante una pigna di oro su azzurro - 3 gigli di oro posti 2,1 e stella (5 raggi) dello stesso in alto su azzurro (citato in LEOM) |
|        | Francini (Firenze) Inquartato d'argento e di rosso, alla rosa attraversante dell'uno all'altro, bottonata d'oro (citato in (9)) |
|        | Francini o Francini Leoncinus (Toscana) (DE) In Silber 1 schwarzer Löwe (citato in (20)) |
|        | Franciotti (Lucca) d'argento, al grifone d'azzurro armato e imbeccato d'oro (citato in (2) – pag. 53, in (5) - pag. 98 e in DAlena) |
|        | Franciotti (Siena) D'azzurro, al grifone d'argento, coronato d'oro (citato in (9)) |
|        | Franciotti (Cesena) (la blasonatura non è stata ancora caricata) (citato in BLCW) Immagine in Blasone Cesenate. |
|        | Francisci d'azzurro al tronco d'albero germogliato di due rami a destra al naturale, nodrito nella punta e sormontato da una stella (8) posta nell'angolo destro del capo (citato in (4) – Vol. III pag. 263) |
|        | Francisci Baschi (Sanseverino, Todi) inquartato: 1º e 4º di rosso al leone d'oro; 2º e 3º d'argento alla fascia di nero (citato in (4) – Vol. III pag. 263) leone rampante di oro su rosso - fascia di nero su argento (citato in LEOM) alias partito: nel 1º d'azzurro al tronco d'albero germogliato di due rami a destra al naturale, nodrito nella punta e sormontato da una stella (8) posta nell'angolo destro del capo (Francisci); nel 2º troncato d'oro e d'argento da una fascia di nero sostenente un'aquila dello stesso (Baschi) (citato in (4) – Vol. III pag. 263) tronco di albero uscente dalla punta germogliato a sinistra di 2 rami al naturale su azzurro - stella (8 raggi) di oro a sinistra del capo su azzurro - fascia di nero sostenente aquila dello stesso su troncato di oro e di argento (citato in LEOM) |
|        | Franco (Napoli) di rosso, alla banda d'oro accompagnata in capo da un crescente dello stesso (citato in CROL – pag. 14) di rosso alla sbarra ( !) d'oro accantonata nel cantone superiore sinistro da una mezza luna d'oro (citato in DAlena) |
|        | Franco (Vicenza, San Bastiano, Arcugnano (Vicenza)) Titoli: Nobile, Conte fasciato cucito di verde, e di rosso al leone d'oro sul tutto (citato in (4) – Vol. III pag. 264) leone rampante di oro su fasciato di verde e di rosso (citato in LEOM) |
|        | Franco e Franco Schiavo (Palermo) Titolo: barone di Altopiano, nobile dei baroni di azzurro alla sbarra di rosso accompagnata da tre corone di argento all'antica, due in capo e una in punta (citato in (4) – Vol. III pag. 264 e pag. 265 e in (12)) sbarra di rosso accompagnata da - 3 corone all'antica di argento poste 2 in sbarra in alto e una in basso su azzurro (citato in LEOM) |
|        | Franco (Molise) d'azzurro alla sbarra di rosso con tre corone d'oro (citato in DAlena) |
|        | Franco (Torino) Troncato d'azzurro e di verde, alla fascia d'argento, accompagnata in capo da una stella d'oro, e in punta da un'anatra, d'argento Motto: Audio video taceo dones (citato in (11)) |
|        | Franco (Napoletano) (la blasonatura non è stata ancora caricata) (citato in (14)) |
|        | Franco (Venezia) (FR) De sinople, à la fasce d'argent. Ou: D'argent, à la fasce de gueules, acc. en pointe d'un F antique du même. (citato in JB Rietstap (archiviato dall'url originale il 5 marzo 2016).) |
|        | François (Firenze) di azzurro alla fascia d'oro caricata di un'aquila di rosso accostata da due stelle di 6 raggi dello stesso, e la monte di 3 cime d'oro poste 2, 1, movente dalla punta dello scudo (citato in (4) – Vol. III pag. 265) D'azzurro, alla fascia d'oro caricata di un alerione di rosso accostato da due stelle a sei punte dello stesso, e accompagnata da un monte di tre cime d'oro, movente dalla punta (citato in (9)) aquila di rosso affiancata da - 2 stelle (6 raggi) dello stesso su fascia di oro su azzurro - monte a 3 cime di oro uscente dalla punta su azzurro (citato in LEOM) Cimiero: un liocorno uscente al naturale coronato di oro |
|        | Françon (Piemonte, Aosta) Troncato, d'azzurro, al leone d'oro, e d'argento, al fuso di rosso, coricato in fascia (citato in (11)) |
|        | Francona o Francono (Sicilia) troncato: nel 1° d'azzurro, al leopardo d'oro, armato e lampassato di rosso; nel 2° d'azzurro, a tre rose di rosso al naturale 1 e 2 (citato in Mango) |
|        | Francone Troncato: nel 1° di azzurro al leone illeopardito di oro; nel 2° di oro a tre rosette abbottonate di rosso poste 2, 1 (citato in DAlena e in (14)) |

### Frang
| Stemma | Casato e blasonatura |
| ------ | --- |
|        | Frangia (Mondovì) Titolo: consignori di Genola Di rosso, alla banda di oro, formata da tre fusi appuntati (citato in (11)) |
|        | Frangiamore (Sicilia) d'azzurro, con un vaso d'oro sormontato da un cuore sanguinante di rosso, ed un braccio armato impugnante una lancia d'argento movente dal fianco sinistro dello scudo (citato in (17)) Notizie storiche in Famiglie nobili di Sicilia. |
|        | Frangipane (Roma, Udine, Strassoldo, Pavia di Udine) Titoli: nobile, Conte, Signore di Castel Porpetto e di Tarcento, Nobile Patrizio Romano, Coscritto, Marchese inquartato: al 1º e 4º di rosso al castello di tre torri al naturale al 2º e 3º di rosso a due leoni affrontati, tenenti un pane accompagnato da altri due, il tutto d'oro (citato in (4) – Vol. III pag. 265) castello a 3 torri la centrale più alta al naturale uscente dalla partizione su rosso - 2 leoni controrampanti di oro tenenti con una zampa anteriore un pane sormontato da atri 2 posti in palo tutto di oro su rosso (citato in LEOM) Cimiero: il corvo al naturale, che tiene nel becco un anello d'oro Motto: Dum spiro spero |
|        | Frangipane (Molise) Di rosso a due leoni d'oro controrampanti linguati e coronati in atto di spezzare un pane, sormontati da tre stelle d'oro ordinate nel capo (citato in DAlena) |
|        | Frangipane (Licata, Sacile, Palermo, Vicenza) Titolo: nobili dei Signori di Regalbono; barone di Regalbuto, Rocca di Valdina; marchese di Regalbuto di rosso a due leoni d'oro affrontanti in atto di spezzare un pane d'argento, sormontati da tre stelle d'oro (citato in (12)) di rosso, a due leoni, coronati, affrontati, sormontati da tre stelle di sei raggi, ordinate in fascia, il tutto d'oro: i leoni in atto di rompere un pane d'argento (citato in Mango) di rosso, con due leoni affrontati controrampanti coronati di oro, tenente un pane d'argento in atto di frangerlo con le zampe, sormontati da tre stelle d'oro allineate in fascia (citato in (17)) 2 leoni controrampanti coronati di oro pane di argento spezzato tra le anteriori su rosso - 3 stelle (6 raggi) di oro poste in fascia in alto su rosso (citato in LEOM) Corona di barone Notizie storiche in Famiglie nobili di Sicilia. |
|        | Frangipani (Roma) (la blasonatura non è stata ancora caricata) (Immagine nell' Archivio Storico Capitolino (PDF) (archiviato dall'url originale il 4 marzo 2016).) |
|        | Frangipani (Venezia) (FR) Tranché d'argent sur gueules, l'argent chargé d'un F antique de sable. (citato in JB Rietstap (archiviato dall'url originale il 5 marzo 2016).) |
|        | Frangipani Allegretti (Torino, Campobasso) troncato: nel 1º di oro a due spade al naturale poste in banda con un ramo di olivo attraversante in sbarra; nel 2º di argento a due leoni affrontati di rosso accompagnati da sei pani al naturale e male ordinati; tre al di sopra delle branche anteriori e tre delle branche posteriori dei leoni medesimi (citato in (4) – Vol. III pag. 268 e in DAlena) 2 spade poste in banda attraversanti - un ramo di olivo posto in sbarra tutto al naturale su oro - 2 leoni controrampanti di rosso accompagnati da - 6 pani al naturale posti in 2 gruppi tra le loro zampe 1,2 su argento (citato in LEOM) |

### Frank
| Stemma | Casato e blasonatura |
| ------ | --- |
|        | Frank (vedi Tacco) (Gorizia) Titoli: Baronessa del S.R.I. col predicato di San Floriano Tacco d'azzurro alla colomba d'argento rivoltata, tenente nel becco un ramo di verde, poggiata sulla cima di mezzo di tre colli di verde ed accompagnata da tre stelle (6) di oro, male ordinate (citato in (4) – Vol. III pag. 268) colomba della pace rivolta di argento su - 3 monti al naturale di verde uscenti dalla punta su azzurro - 3 stelle (6 raggi) di oro poste 1,2 in alto su azzurro (citato in LEOM) |

### Frans
| Stemma | Casato e blasonatura |
| ------ | --- |
|        | Fransone o Franzone (Firenze) trinciato inchiavato di rosso e d'argento, attraversato da una cotissa d'oro (citato in (4) – Vol. III pag. 269) cotissa di oro su trinciato inchiavato di rosso e di argento (citato in LEOM) alias troncato: inchiavato di rosso e d'argento alla cotissa di oro sul tutto (citato in (4) – Vol. III pag. 269) cotissa di oro su troncato inchiavato di rosso e di argento (citato in LEOM) |
|        | Fransone o Franzone (Ovada) Trinciato cuneato allungato di rosso e d'argento, alla banda d'oro, attraversante sul tutto (citato in (30)) |

### Franz
| Stemma | Casato e blasonatura |
| ------ | --- |
|        | Franza (Cosenza, Gallipoli, Monteleone, Squillace) Titolo: nobili Trinciato d'azzurro e di rosso alla banda d'oro sostenente un leone passante d'oro (citato in (26), (27) e (28)) |
|        | Franzesi (Firenze) Palato di sei pezzi d'argento e d'azzurro, alla fascia attraversante d'oro (citato in (9)) alias D'azzurro, a tre pali d'argento e alla fascia attraversante d'oro (citato in (9)) (DE) In Blau 3 silberne Pfähle, überdeckt von 1 goldenen Balken (citato in (20)) |
|        | Franzini (Mirabello Pavese, Casalcermelli, Alessandria) Titolo: conti Inquartato, al 1° e 4° di rosso, a tre fasce d'argento, a foglia di sega, al 2° e 3° d'oro, al castello di rosso, mattonato, aperto e finestrato di nero, il tutto sotto un capo d'oro, carico di un'aquila coronata, di nero (citato in (11)) |
|        | Franzini Tibaldeo (Mirabello Pavese, Casalcermelli, Alessandria, San Salvatore Monferrato, Torino) Titolo: conti inquartato: al 1º d'oro all'aquila coronata, di nero; al 2º di rosso a tre fasce d'argento a foglia di sega; al 3º di argento, alla fascia d'azzurro, accompagnata da due T maiuscole, all'antica, di nero (Tibaldeo); al 4º d'oro al castello di rosso, mattonato, aperto e finestrato di nero (citato in (4) – Vol. III pag. 270) Inquartato, al 1° d'oro, all'aquila coronata di nero, al 2° di rosso, a tre fasce d'argento, a foglia di sega; al 3° d'argento, alla fascia d'azzurro accompagnata da due lettere T, maiuscole all'antica, di nero, poste una in capo l'altra in punta (Tibaldeo), al 4° d'oro, al castello di rosso mattonato e torricellato di due, aperto e finestrato di nero (citato in (11)) aquila coronata di nero su oro - 3 fasce di argento a foglia di sega su rosso - fascia di azzurro su argento - 2 lettere T maiuscole di nero poste in palo su argento - castello di rosso uscente dalla punta con una sola torre merlata alla guelfa aperto e finestrato di nero su oro (citato in LEOM) |
|        | Franzoni (Germania) (la blasonatura non è stata ancora caricata) (citato in DAlena) |
|        | Franzoni (Novara) Interzato in banda, di rosso (?), d'argento e d'azzurro, con il capo d'oro, carico di un'aquila di nero alias Interzato in banda, d'argento, di rosso e di nero, con il capo d'oro, carico di un'aquila di nero, sostenuto da una fascia interzata in palo di rosso, d'argento e di nero (citato in (11)) |
|        | Franzoni (Genova) (DE) Rechter Schild: Silber-rot spitzenförmig schräggeteilt und nach links verschoben, das Ganze überdeckt von 1 goldenen Schrägbalken Linker Schild: Rot-silber spitzenförmig geteilt und überdeckt von 1 goldenen Schrägbalken (citato in (20)) |

### Fras
| Stemma | Casato e blasonatura |
| ------ | --- |
|        | Frascara (Alessandria, Roma) Titolo: conti troncato: nel 1º d'argento, alla frasca d'edera di verde, posta in banda; nel 2º d'azzurro, alla frasca di quercia d'argento, posta in sbarra (citato in CROL – pag. 47, in (4) - Vol. III pag. 270 e in (11)) ramo di edera di verde posto in banda su argento - ramo di quercia di argento posto in sbarra su azzurro (citato in LEOM) |
|        | Frascaroli troncato: sopra d'oro all'aquila imperiale, sotto di rosso al pino sradicato, al naturale (citato in (4) – Vol. III pag. 271) |
|        | Frascaroli Calvino Bajardi interzato in palo: al 1º d'azzurro alla rotella di oro, raggiante, carica di un'aquila coronata di nero (Calvino); al 2º troncato: sopra d'oro all'aquila imperiale, sotto di rosso al pino sradicato, al naturale (Frascaroli); al 3º d'azzurro a due veltri ritti e affrontati, di nero, linguati di rosso, in atto di abbaiare alla luna posta nel punto del capo (Bajardi). Lo stemma accollato all'aquila imperiale (citato in (4) – Vol. III pag. 271) interzato in palo 1°:aquila coronata di nero su rotella di oro su azzurro 2°: troncato di oro e di rosso - aquila bicipite coronata su ambo le teste di oro su oro - pino silvestre (albero) di verde sradicato su rosso - 3°: 2 cani controrampanti di nero ululanti alla luna piena di argento posta in alto su azzurro (citato in LEOM) Motto: Exit ad coelum ramis foelicibus arbor |
|        | Frascaroli Calvino Bajardi (Tortonese) Titolo: marchesi di Montacuto, Monteforte; signori di Frascarolo, Guazzora, Momperone, Mugarone, Stazzano Di rosso, al pino sradicato, di verde, con il capo d'oro, carico di un'aquila coronata, di nero alias Interzato in palo, al 1 ° d'azzurro, al sole d'oro, raggiante, carico di un'aquila coronata, di nero (Calvino); al 2° troncato: sopra, d'oro all'aquila imperiale, sotto, di rosso al pino sradicato, al naturale; al 3° d'azzurro, a due veltri ritti e affrontati, di nero, linguati di rosso, in atto di abbaiare alla luna posta nel punto del capo (Bajardi) Motto: Exit ad coelum ramis foelicibus arbor (citato in (11)) |
|        | Frascati (Molise) (la blasonatura non è stata ancora caricata) (citato in DAlena) |
|        | Fraschetti (Firenze) Di..., all'albero di palma di..., e al capo di..., caricato di una rosa di... alias Di..., all'albero di palma di..., e al capo di..., caricato di un ramo di rosaio di... alias Di..., all'albero sradicato di..., accompagnato in capo da una rosa di... (citato in (9)) |
|        | Fraschini (Siena) D'oro, alla banda di rosso, accostata da due ricci al naturale, passanti nel senso della pezza (citato in (9)) |
|        | Frassati (Fossano) Di rosso, a due trombe d'argento, poste in palo e affrontate, accostate in capo da una stella d'oro, in punta da una stella d'argento, con la fascia d'argento attraversante (citato in (11)) |
|        | Frassoni (Ferrara) d'azzurro, al frassino di verde accompagnato in capo da una colomba volante d'argento, tenente nel becco un ramoscello di olivo di verde (citato in (2) – pag. 275 e in DAlena) |

### Frat
| Stemma | Casato e blasonatura |
| ------ | --- |
|        | Fratello (Venezia,Candia) (FR) De gueules, au chevron d'or, acc. de trois roses du même. Ou: Coupé d'or sur gueules, l'or chargé d'une croix florencée de gueules. (citato in JB Rietstap (archiviato dall'url originale il 5 marzo 2016).) |
|        | Frati (Firenze) D'azzurro, al drago retroguardante e senza ali di verde, fermo e attraversante al piede di una croce latina di rosso, bordata d'argento (citato in (9))                                                                     |
|        | Fraticelli (Siena) D'oro, alla fascia di rosso, sostenente un gallo ardito di nero, crestato e barbato di rosso alias D'oro, alla fascia di rosso, sostenente un gallo fermo di nero, crestato e barbato di rosso (citato in (9))           |
|        | Fraticelli (Sarteano) (la blasonatura non è stata ancora caricata) (citato in BNDD) Immagine ne L'araldica sarteanese nei secoli. |
|        | Fratre (Caresana) Di rosso, a due pali d'argento, accompagnati da un braccio vestito dello stesso, con la mano di carnagione, nascente dalla punta e posto in palo, con il capo di [...] (citato in (11))                                   |

### Frav
| Stemma | Casato e blasonatura |
| ------ | --- |
|        | Fravega (Genova) troncato: al 1º di rosso al bue passante al naturale colla zampa destra anteriore appoggiata ad un vaso di azzurro inclinato all'infuori; al 2º di argento al pergolato di 3 archi di verde (citato in (4) – Vol. III pag. 275) bue passante sulla troncatura testa in maestà al naturale con la zampa destra anteriore appoggiato a un vaso inclinato di azzurro su rosso - pergolato di 3 archi di verde su argento (citato in LEOM) |

### Fraz
| Stemma | Casato e blasonatura |
| ------ | --- |
|        | Frazzini (San Pietro Avellana) D'argento all'aquila (?) di nero in atto di spiccare il volo; al capo d'Angiò (citato in DAlena) |

### Fre
| Stemma | Casato e blasonatura |
| ------ | --- |
|        | Freapane o Feapane o Fragapane (Vercelli) D'oro, allo scaglione di rosso (citato in (11)) |
|        | Freda (Foggia) di azzurro alla torre al naturale aperta e finestrata di nero, sinistrata da un leone al naturale ed addestrata da un giglio d'oro (citato in (4) – Vol. III pag. 275 e in DAlena) torre al naturale aperta e finestrata di nero su terrazzo di verde su azzurro - affiancata a sinistra da un giglio di oro - a destra da un leone rampante al naturale (citato in LEOM) |
|        | Freddoni (Firenze) D'argento, alla fascia d'azzurro, caricata di una fila di plinti coricati del campo, e accompagnata superiormente da due caldani (o bracieri) di rosso, e inferiormente da una fiamma dello stesso (citato in (9)) |
|        | Freddoni o Freddoni del Lion Bianco (Toscana) (DE) In Silber 1 blauer Balken, belegt mit 5 silbernen Quadraten und begleitet oben von 2 roten Körben balkenweise, unten von 1 aus dem unteren Schildrand hervorkommenden roten Feuer (citato in (20)) |
|        | Fredi (Toscana) d'azzurro, alla lanterna chiusa d'argento accompagnata in capo da un crescente montante dello stesso (citato in (2) – pag. 329 e in DAlena) |
|        | Fredi (Pistoia) Palato di sei pezzi d'argento e d'azzurro, alla palla attraversante del secondo, caricata di tre gigli d'oro, 2.1 alias Palato di sei pezzi d'azzurro e d'argento, alla palla attraversante del secondo, caricata di tre gigli d'oro, 2.1 (citato in (9)) |
|        | Fredianelli (Pescia) Di..., alla fascia di..., caricata di tre rose di..., e accompagnata in capo da un giglio di..., e in punta da una porta di... (citato in (9)) |
|        | Frediani (Lucca) d'argento al leone al naturale linguato di rosso (citato in (4) – Vol. III pag. 276) leone rampante al naturale su argento (citato in LEOM) |
|        | Frediani (Lucca) D'argento, al leone al naturale, con la coda bifida e decussata (citato in (9)) |
|        | Fredini (Toscana) (DE) In Gold 1 roter Stierkopf (citato in (20)) |
|        | Fredini (Toscana) (DE) In Gold 1 roter Stierkopf, überhöht von 1 schwarzen Doppeladler (citato in (20)) |
|        | Freganeschi (Milano) aquila coronata di nero su oro - banda di argento su nero (citato in LEOM) |
|        | Fregonese (Oderzo (Treviso)) Titoli: Nobile d'azzurro al palo colla banda attraversante; il tutto d'oro, la banda nell'incrocio caricata del campo (citato in (4) – Vol. III pag. 276) palo attraversante una banda tutto di oro su azzurro l'incrocio del palo con la banda è di azzurro (citato in LEOM) |
|        | Fregoso troncato innestato di nero e d'argento (citato in (4) – Vol. II pag. 338) |
|        | Freguglia (Ferrara) d'argento a tre fasce di nero controinnestate (citato in (4) – Vol. III pag. 276) 3 fasce controinnestate di nero su argento (citato in LEOM) |
|        | Fremondi o Framondi o Fremond (Cherasco) Titolo: consignori di Castiglione Falletto D'azzurro, a tre teste di leopardo, d'oro, strappate, linguate di rosso, con il mondo dello stesso, cerchiato di rosso, crociato di argento, in abisso alias uno scudo di azzurro con tre bastoni nodosi e al di sopra un tempo (o tempio) tutto d'argento (citato in (11)) |
|        | French (Fiesole) D'ermellino, allo scaglione di rosso (citato in (9)) |
|        | French (Inghilterra) partito: nel 1º d'ermellino allo scaglione di nero attraversante; nel 2º d'azzurro a tre mazze d'arme d'acciaio, legate di rosso, poste in palo, rivolte in basso e accompagnate in punta da tre crocette di rosso (citato in (4) – Vol. III pag. 276) scaglione di nero su armellino - 3 mazze d'arme al naturale in palo poste in fascia (3 frustini!) accompagnati in basso da - 3 crocette di rosso poste in fascia su azzurro (citato in LEOM) Sostegni: un'aquila e un liocorno tenente in bocca un ramo di rose, il tutto al naturale Cimiero: un delfino d'argento, tenente in bocca un bastone dello stesso Motto: Malo mori quam foedari |
|        | Frenfanelli (Foligno) troncato: nel 1º d'oro all'aquila di nero, coronata del campo; nel 2º di azzurro alla torre al naturale fondata nella punta dello scudo (citato in (4) – Vol. III pag. 277) aquila di nero coronata di oro su oro posta sulla troncatura - torre al naturale uscente dalla punta su azzurro (citato in LEOM) Motto: Terret atque tuetur |
|        | Freschi (Cordovado, Ramuscello, Firenze) Titoli: Nobile, Conte Palatino, Consignore di Cucagna, Zucco e Partistagno inquartato: al 1º e 4º di rosso a tre zappini di argento manicati di legno al naturale, ciascuno posto in banda e ordinato in sbarra (Buttrio); al 2º e 3º, troncato di rosso e d'azzurro. Sul tutto d'argento al leone di rosso coronato di oro (Cucagna) (citato in (4) – Vol. III pag. 277) leone rampante di rosso coronato di oro su scudetto di argento su inquartato di rosso e troncato di rosso e di azzurro - 3 zappini di argento manicati al naturale posti in banda un sull'altro su rosso (citato in LEOM) Cimiero: il leone dello scudetto |
|        | Fresco (Sassari) (la blasonatura non è ancora caricata) (citato in (4) – Vol. III pag. 279) |
|        | Frescobaldi (Firenze) Troncato d'oro e di rosso, a tre rocchi di scacchiere d'argento, 2.1, nel secondo (citato in (9)) (DE) Unter 1 goldenen Schildhaupt in Rot 3 silberne Schachroche, 2:1 gestellt (citato in (20)) (Immagine nella Raccolta stemmi Trippini (JPG).) alias Troncato: nel 1º d'oro, al monte di sei cime di verde, movente dalla partizione; nel 2º di rosso, a tre rocchi di scacchiere d'argento, 2.1 (citato in (9)) |
|        | Frescobaldi (Toscana) (DE) Gold-rot geteilt, unten 3 silberne Kelche mit je 3 silbernen Zweigen?, 2:1 gestellt (citato in (20)) |
|        | Frescobaldi del Lion Rosso (Firenze) Troncato d'argento e d'oro, a tre rocchi di scacchiere di rosso, 2.1, nel secondo (citato in (9)) |
|        | Fresia (Odalengo Piccolo, Moncalvo) Titolo: consignori di Odalengo Piccolo D'azzurro, alla felce d'oro sradicata, con il capo di concessione di Sassonia, che è fasciato d'oro e di nero di otto pezzi, al crancellino di verde, in banda Motto: Promptae servituti (citato in (11)) |
|        | Fresia Troncato, al 1° d'oro a due ghirlande [di ...] di verde (?), al 2° d'azzurro, alla pianta di felce d'oro (?), nutrita nella pianura di verde (?) (citato in (11)) |
|        | Fresia e Fresia Caramelli (Prazzo, Saluzzo, Torino) Titolo: conti di Genola, Oglianico D'azzurro, alla felce d'oro sradicata, con il capo di concessione di Sassonia, che è fasciato d'oro e di nero di otto pezzi, al crancellino di verde, in banda alias Inquartato, al 1° e 4° partito d'argento e d'azzurro, allo scaglione dell'uno nell'altro, al 2° e 3° d'oro, all'aquila di nero, diademata e coronata di rosso; sul tutto di Fresia (citato in (11)) |
|        | Fresia (Dronero) D'argento con due sbarre in palo nero, con una bendetta ed una stella nella parte superiore dello scudo parimenti nera: con due fiamme di fuoco dalli canti di detto scudo (citato in (11)) |
|        | Fresia (Pinerolo) D'argento, a tre bande di rosso (citato in (11)) |
|        | Fresia Appiani (Menusiglio) Titolo: consignori di Bergolo, Castino, Torre Bormida D'azzurro, alla foglia di felce, d'oro, posta in palo, con il capo d'oro, al crancellino di verde (citato in (4) – Vol. III pag. 281 e in (11)) foglia di felce di oro in palo su azzurro - crancellino di verde su oro in capo (citato in LEOM) |
|        | Frexoo o Fressoo (Sicilia) di rosso, a sei filetti in sbarra d'oro, e la spada d'argento, attraversante, in palo (citato in Mango) di rosso, con sei sbarre d'oro ed una spada d'argento posta in palo broccante sul tutto (citato in (17)) Notizie storiche in Famiglie nobili di Sicilia. |
|        | Freydoz (Verres) Titolo: baroni di Champorcher, St. Martin de Corleans D'azzurro, alla torre d'argento, con il capo del secondo, carico di tre tortelli di rosso, ordinati in fascia (citato in (11)) |
|        | Freylino o Freilino o Freylin (Villanova d'Asti, Buttigliera) Titolo: conti di Buttigliera, Pino; consignori di Aramengo, Bagnolo, Cocconato D'azzurro, alla sirena d'argento, nuotante in un mare dello stesso, fluttuoso del primo, con il capo di rosso, cucito, carico di tre stelle d'oro male ordinate Motto: Dum canit decipit (citato in (11)) |
|        | Frezza (Napoli, Ravello) Titolo: duca di Castro, San Felice; barone di Macchia, Meda, Roccaromana; patrizio di Ravello, Napoli D'azzurro a tre fasce ondate d'oro, al capo di questo, caricato di tre gigli di azzurro (citato in (4) – Vol. III pag. 281, in DAlena, in (12) e in (14)) 3 fasce ondate di oro su azzurro - 3 gigli di azzurro posti in fascia su oro in capo (citato in LEOM) alias fasciato ondato di oro e di azzurro, quest'ultime caricate di frecce del primo (citato in DAlena) alias D'azzurro a 4 onde d'oro poste in fascia, caricate ciascuna da tre frecce (citato in DAlena) alias D'azzurro alla fascia di rosso, caricata di tre gigli d'oro, e sotto la fascia una folaga al naturale, nuotante in acqua palustre (citato in DAlena) alias D'azzurro a tre fasce ondulate d'oro, col capo d'oro caricato da tre gigli d'azzurro (citato in DAlena, in (12) e in Chiese di Ravello.) Notizie storiche in Nobili napoletani. |
|        | Frezza (Napoli) 3 fasce controinnestate di oro su azzurro - 3 gigli di azzurro su oro in capo (citato in LEOM) |
|        | Frezza (Tropea) d'oro a tre fasce ondate d'azzurro; il capo cucito d'oro e caricato da tre gigli d'azzurro in fascia (citato in BLCL) Immagine e notizie storiche in Tropea Magazine. |
|        | Frezza (Tropea) (LA) campum aureum bipartitum desuper tria lilia cerulea subter tres undas ceruleas (citato in BLCL) Immagine e notizie storiche in Tropea Magazine. |
|        | Frezza (Tropea) D'azzurro con quattro onde di oro poste in fascia caricate ciascuna da tre piccole frecce (citato in BLCL) Immagine e notizie storiche in Tropea Magazine. |
|        | Frezzini (Marche) d'azzurro, alla fascia d'oro, con sopra una cometa d'argento accostata da due rose di rosso, ed in punta tre monti d'oro sormontati da due frecce d'argento poste in croce di S. Andrea, con la punta all'ingiù Motto: De monte ad sidera telum (citato in (7) - Vol. I pag. 436) |
|        | Frichignono o Fulchignone (Oltrepò Pavese, Biella) Titolo: conti di Castellengo, Ceretto, Montonaro, Pietrafuoco, Tronzano, Verrone; consignori di Bollengo, Carpenetto Inquartato, nel 1º e 4º d'oro, all'aquila coronata, di nero; nel 2º e 3º d'argento, al castello di rosso, fortificato di tre torri, quella di mezzo più alta; e sul tutto d'azzurro, al leone d'oro, tenente con le branche anteriori un dardo, dello stesso alias D'azzurro, al leone d'argento, tenente con le branche anteriori un dardo, dello stesso Motto: Mieux tard que jamais (citato in (11)) |

### Fri
| Stemma | Casato e blasonatura |
| ------ | --- |
|        | Frichignono (Torino) leone rampante di oro freccia in palo punta al basso dello stesso in destra su scudetto di azzurro su - aquila di nero coronata di oro su oro - castello (3 torri) alla guelfa di rosso su argento (citato in LEOM) |
|        | Frigerio (Milano) di azzurro all'albero di celtide nodrido sulla pianura di verde, il tutto la naturale col capo d'oro caricato di un'aquila coronata di nero (citato in (4) – Vol. III pag. 281) albero al naturale su terrazzo di verde su azzurro - aquila coronata di nero su oro in capo (citato in LEOM) Cimiero: l'aquila nascente |
|        | Frigerio e Frigerio Bonvicino (Milano, Torino) Titolo: conti; nobili di azzurro all'albero di quercia, nodrito sulla pianura di verde, il tutto al naturale. accompagnato in capo a destra da una stella d'argento, col capo d'oro all'aquila spiegata di nero (citato in (4) – Vol. III pag. 282 e in (11)) albero di quercia su terrazzo tutto al naturale su azzurro - stella (5 raggi) di argento in alto a sinistra su azzurro - aquila di nero su oro in capo (citato in LEOM) |
|        | Frigerio (Bione, Nozza) tripartito in fascia nel 1º d'oro all'aquila spiegata, nel 2º di verde alla lupa passante al naturale, nel 3º d'oro a tre stelle a otto punte di rosso (citato in Piovanelli) |
|        | Frigerio (Bione, Nozza) al volatile e a tre stelle a sei punte (citato in Piovanelli) |
|        | Friggeri (Cortona) D'azzurro, all'albero sradicato al naturale, sostenente un'aquila dal volo spiegato di nero, coronata d'oro (citato in (9)) |
|        | Friggeri Boldrini (Perugia) troncato: 1º d'oro all'aquila di nero coronata dello stesso; 2º di argento all'albero nodrito sopra una zolla di verde (citato in (4) – Vol. III pag. 282) aquila coronata di nero su oro - albero di verde nodrito su zolla dello stesso uscente dalla punta su argento (citato in LEOM) alias d'azzurro al pino al naturale; col capo d'oro caricato di un'aquila di nero, coronata del campo (citato in (4) – Vol. III pag. 282) albero di pino al naturale su terrazzo di verde su azzurro - capo d'Impero (citato in LEOM) |
|        | Friggieri (Reggio Emilia) troncato: nel 1º d'argento all'aquila di nero coronata dello stesso; nel 2º di azzurro all'albero verde al naturale radicato su terreno verde, alla fascia di rosso attraversante sulla troncatura (citato in (4) – Vol. III pag. 283) fascia di rosso su troncato di argento e di azzurro - aquila coronata di nero posta sulla fascia su argento - albero di verde su zolla dello stesso uscente dalla punta su azzurro (citato in LEOM) |
|        | Frigyessi (Trieste) Titoli: Nobile di Ràcz Almàs d'azzurro a due fiaccole passanti in un anello d'oro, incrociate e fiammate di rosso, nel mezzo una ape d'oro (citato in (4) – Vol. III pag. 284) 2 fiaccole di argento infiammate di rosso incrociate e ficcate in un cerchio di oro su azzurro - ape di oro vista di dorso in alto posta in palo su azzurro (citato in LEOM) Cimiero: due ali d'aquila |
|        | Frilli (Firenze) D'azzurro, al leone d'oro e alla banda attraversante d'argento, caricata di tre crocette patenti di nero alias D'azzurro, al leone d'oro e alla fascia attraversante d'argento, caricata di tre crocette patenti di nero (citato in (9)) |
|        | Frilli della Scala (Pistoia, Firenze) Inquartato: nel 1º e 4º d'oro, a tre palle di rosso, 2.1; nel 2º e 3º d'argento, al destrocherio di carnagione, vestito di rosso, impugnante un ramoscello di verde (citato in (9)) |
|        | Frimont (Austria) inquartato: nel 1º e 4º di rosso alla torre d'argento; nel 2º di azzurro al liocorno rampante di argento; nel 3º di azzurro alla sbarra di oro accostata da due stelle dello stesso; sopra il tutto di verde al gallo di oro tenente nella zampa destra una spada d'argento manicata d'oro posato sopra una roccia d'argento movente dalla punta ed accostato in capo da due gigli d'oro (citato in (4) – Vol. III pag. 284) gallo di oro tenente con la zampa destra una spada posta in palo di argento su roccia di argento uscente dalla punta dello scudetto di verde sormontato da 2 gigli di oro posti in fascia in alto su verde su - torre di argento su rosso - liocorno rampante di argento su azzurro - sbarra di oro accompagnata da 2 stelle (5 raggi) dello stesso poste in banda su azzurro (citato in LEOM) |
|        | Friozzi (Napoli, Capua) Titolo: principe di Cariati, principe di Montacuto, duca di Castrovillari, duca di Seminara, marchese sul cognome, marchese di Romagnano, conte di Santa Cristina, barone di Torre dell'Isola, barone di Palmi, barone di Garreri, nobile di Capua partito: nel 1º d'azzurro alla fede di carnagione sormontata da una stella a cinque raggi d'oro; nel 2º d'azzurro con due uccelli affrontati al naturale e sostenuti da un terrazzo di verde (citato in (4) – Vol. III pag. 284 e in (12)) fede di carnagione vestita di argento uscente dai lati opposti su azzurro sormontata da - stella (5 raggi) di oro su azzurro - 2 uccelli affrontati al naturale su terrazzo di verde su azzurro (citato in LEOM) |
|        | Friozzi (Napoli) fede di carnagione su azzurro - cometa in palo di oro in alto su azzurro - 2 anatre affrontate al naturale su terrazzo di verde su azzurro - torre di rosso merlata alla guelfa di 4 pezzi su argento - gemella in banda 3 gigli a piombo tutto di argento su azzurro - leone rampante coronato di oro su nero caricato sulla spalla da lambello di rosso (3gocce) (citato in LEOM) |
|        | Frisari (Bisceglie) Titolo: barone di castel Saraceno, nobile d'argento alla banda dello stesso bordata di nero, caricata di tre rose di rosso ed accompagnata da altre due rose del medesimo (citato in (4) – Vol. III pag. 285 e in (12)) 3 rose di rosso su banda di argento bordata di nero su argento - 2 rose di rosso poste in sbarra su argento (citato in LEOM) |
|        | Frisari (Bisceglie, Scala) D'argento alla banda dello stesso bordata di nero, caricata di tre rose di rosso e accompagnata da due rose dello stesso (citato in DAlena) 3 rose di rosso su banda di argento bordata di nero su argento - 2 rose di rosso poste in sbarra su argento (citato in LEOM) alias scudo con la banda superiormente spinata, accompagnata in campo da una stella ed in punta da una rosa (citato in DAlena) alias Scudo con tre bande e tre rose poste in fascia nel capo e con la bordatura spinata (citato in DAlena) |
|        | Frisari (Bisceglie) 3 rose di rosso su banda di nero bordata di argento su azzurro - 2 rose di rosso su azzurro poste in sbarra (citato in LEOM) |
|        | Frisciotti (Lucca) di rosso alla colonna, con capitello toscano, di argento, sormontato da una rosa d'oro (citato in (4) – Vol. III pag. 285) colonna di argento sormontata da - rosa di oro su rosso (citato in LEOM) |
|        | Frisia (Abruzzo) (la blasonatura non è stata ancora caricata) (citato in DAlena) |
|        | Frittelli (Firenze) D'azzurro, all'albero sradicato al naturale, sostenuto da un leone rivolto d'oro a destra e da un cane rampante d'argento a sinistra (citato in (9)) (DE) In Blau 1 naturfarbener Laubbaum, begleitet rechts von 1 linksgewendeten goldenen Löwen, links von 1 silberner Hund (citato in (20)) |
|        | Frittelli della Scala (Firenze) D'azzurro, all'albero sradicato sostenuto da una pantera rivolta a destra e da un leone a sinistra, il tutto al naturale (citato in (9)) |
|        | Frizzi (Firenze) D'argento, alla banda d'oro e al leone attraversante di rosso, trapassato al collo da una freccia cadente in sbarra di nero (citato in (9)) |
|        | Frizziero (Chioggia) (la blasonatura non è stata ancora caricata) (citato in Araldica gentilizia (archiviato dall'url originale il 4 marzo 2016).) |

### Fro
| Stemma | Casato e blasonatura |
| ------ | --- |
|        | Frola (Montanaro, Torino) Titolo: conti D'azzurro, alla banda d'oro, carica di tre pianticelle di fragola, fogliate al naturale, e accostata da sei stelle, d'argento (citato in (11)) 3 piantine di fragola al naturale su banda di oro su azzurro - 6 stelle (5 raggi) di argento poste in doppia banda su azzurro (citato in LEOM) alias d'azzurro a due pali contradoppio merlati, di oro; col capo di azzurro carico di tre stelle d'oro (citato in (4) – Vol. III pag. 286 e in (11)) 2 pali doppiomerlati di oro su azzurro - 3 stelle (5 raggi) di oro poste in fascia su azzurro in capo (citato in LEOM) Motto: Venenum nescio |
|        | Frolli (Abruzzo) (la blasonatura non è stata ancora caricata) (citato in DAlena) |
|        | Fronti (Firenze) Di rosso, al palo d'argento (citato in (9)) |
|        | Fronticelli (Toscana) Troncato: nel 1º d'oro, all'aquila dal volo spiegato di nero, coronata del campo; nel 2º d'azzurro, alla facciata (frontone) di chiesa al naturale, accompagnata da due stelle a otto punte d'oro (citato in (9)) |
|        | Fronticelli Baldelli (Forlì) d'azzurro alla casa al naturale sormontata da 2 stelle di 10 raggi d'oro posta su terrazza di verde, col capo cucito, caricato dell'aquila spiegata e coronata di nero (citato in (4) – Vol. III pag. 286) casa al naturale su terrazzo di verde su azzurro sormontata da - 2 stelle (10 raggi) di oro poste in fascia su azzurro - aquila coronata di nero su azzurro in capo (citato in LEOM) |
|        | Frontini (S. Marianova (Ancona)) di azzurro alla rovere nodrita su campagna, il tutto la naturale; cavallo di nero passante ed attraversante la rovere, la quale è accompagnata in capo da una stella di 5 raggi d'oro (citato in (4) – Vol. III pag. 287) cavallo passante di nero attraversante - albero di quercia al naturale entrambi su terrazzo di verde su azzurro - stella (5 raggi) di oro in alto su azzurro (citato in LEOM) |
|        | Frosini (Pisa, Modena) trinciato: d'azzurro e d'argento, alla banda abbassata di rosso caricata di una stella d'oro di 8 raggi sulla trinciatura (citato in (4) – Vol. III pag. 287) alias trinciato di azzurro e di argento, colla banda di rosso sulla partizione, caricata di una stella di sei raggi d'oro (citato in (4) – Vol. III pag. 287) stella (6 raggi) di oro su banda di rosso su trinciato di azzurro e di argento (citato in LEOM) |
|        | Frosini (Pisa, Modena) stella (8 raggi) di oro su banda di rosso su trinciato di azzurro e di argento (citato in LEOM) |
|        | Frosini o Frosini Neofito o Frosini Neofito dell'Unicorno (Firenze) D'oro, a tre rami di rosaio al naturale, fioriti di un pezzo di rosso e posti in palo l'uno accanto all'altro (citato in (9)) (DE) In Gold 3 grünbeblätterte rote Pflanzen balkenweise (citato in (20)) |
|        | Frosini (Pisa, Pescia) Trinciato d'azzurro e d'argento, alla banda attraversante di rosso, caricata di una stella a otto punte d'oro alias Di..., alla fascia di..., caricata di tre rose di... (citato in (9)) |
|        | Frosini (Pistoia) Trinciato di nero e d'argento, alla sbarra attraversante d'oro, caricata di tre rose di rosso (citato in (9)) (DE) In schwarz-silber schräggeteiltem Feld 1 mit 3 roten Rosen belegter goldener Schräglinksbalken (citato in (20)) alias Partito: nel 1º di nero, alla fascia alzata scaccata di tre file di rosso e d'argento; nel 2º d'argento, a tre scaglioni alzati di rosso; e alla fascia attraversante d'oro, caricata di tre rose di rosso (citato in (9)) |
|        | Frosini (San Miniato) Tagliato di nero e d'argento, alla sbarra attraversante d'oro, caricata di tre rose di rosso (citato in (9)) |
|        | Frova (Vercelli, Chivasso) D'oro, all'albero di verde, nutrito su un terrazzo erboso e accompagnato da tre cicogne (?) [d'argento?], una posata sull'albero, le altre due volanti verso lo stesso, con il capo di [...] (citato in (11)) |

### Fru
| Stemma | Casato e blasonatura |
| ------ | --- |
|        | Frugone (Genova) D'azzurro, alla colonna d'argento, accostata da due gigli d'oro (citato in (11)) |
|        | Frugoni (Pisa) D'azzurro, alla colonna d'argento, accostata da due gigli d'oro (citato in (9)) |
|        | Frugotti (Prato) troncato: semipartito: nel 1º d'azzurro alla cometa d'oro posta in sbarra; nel 2º d'azzurro al giglio d'oro; nel 3º d'argento ala rosa di rosso con la fascia d'oro in divisa sulla troncatura (citato in (4) – Vol. III pag. 288) fascia di oro su semipartito di azzurro e di azzurro e troncato di argento - cometa di oro posta in sbarra su azzurro - giglio di oro su azzurro - rosa di rosso su argento (citato in LEOM)         |
|        | Frullani (Pisa) Partito: nel 1º d'argento, a tre pesci al naturale natanti l'uno sull'altro; nel 2º d'argento, al vaso d'oro, fiorito di tre pezzi di rosso, stelati di verde; il tutto abbassato sotto il capo d'azzurro caricato di tre gigli d'oro (citato in (9)) |
|        | Fruttero o Frutteri (Savigliano) troncato: al 1º d'azzurro alla coppa d'oro ricolma di frutta al naturale; al 2º di rosso alla banda d'oro (citato in (4) – Vol. III pag. 288) coppa di oro ricolma di frutta al naturale posta sulla troncatura su azzurro - banda di oro su rosso (citato in LEOM) Cimiero: il braccio armato che tiene una lancia con due banderuole, una rossa, l'altra bianca, frangiate all'opposto Motto: Virtutis gloria fructus |
|        | Fruttero o Frutteri o Fruiterio (Savigliano) Titolo: consignori di Costigliole Troncato, al 1º d'oro, alla coppa d'azzurro, ricolma di frutta al naturale, al 2º di rosso, alla banda d'oro Motto: Virtutis gloria fructus (citato in (11)) |

### Fuc
| Stemma | Casato e blasonatura |
| ------ | --- |
|        | Fuccio (Lentini, Catania) Titolo: barone di San Nicolò, Sanzà d'azzurro, a quattro api d'oro, 3 e 1 (citato in (4) – Vol. III pag. 289, in (12), in Mango e in (17)) 4 api di oro viste di dorso poste 3 in fascia e una al basso su azzurro (citato in LEOM) Notizie storiche in Famiglie nobili di Sicilia. |

### Ful
| Stemma | Casato e blasonatura |
| ------ | --- |
|        | Fulcheri (Mondovì ?) D'oro, al leone coronato, tenente un tridente (forcone), il tutto di rosso (citato in (11)) |
|        | Fulco o Folco (Sicilia-Calabria) diviso, nel 1° scaccheggiato d'argento e d'azzurro di 20 pezzi; nel 2° d'oro, con tre fasce d'azzurro ( citato in " Dizionario storico blasonico delle famiglie nobili e notabili estinte e fiorenti" vol.primo, pag. 438, edito presso la direzione del giornale araldico, Pisa 1890.) (citato in il blasone in Sicilia raccolta araldica Palermo 1871-75) (citato in (17)) Notizie storiche in Famiglie nobili di Sicilia. |
|        | Fulconis o Falconis (Poggetto) Di rosso, al falcone d'oro, posato sopra un tronco scorciato, d'argento, posto in fascia (citato in (11)) |
|        | Fulger (Firenze) Trinciato: nel 1º d'oro, all'aquila dal volo spiegato di nero; nel 2º d'azzurro, alla montagna al naturale uscente dalla punta (citato in (9)) |
|        | Fulgoni (Compiano) (la blasonatura non è stata ancora caricata) (citato in DAlena) |
|        | Fulgonio (Cremona) palato d'oro e di rosso (citato in BLCR) Immagine in Blasonario Cremonese (archiviato dall'url originale il 22 aprile 2017). |
|        | Fuligni (Pisa) D'azzurro, a tre fasce d'oro (citato in (9)) |
|        | Fuligni (Toscana) Tagliato: nel 1?ºdi rosso, a tre pali d'azzurro; nel 2º d'oro, al destrocherio di carnagione, vestito di..., impugnante un pugnale (o una spada) basso al naturale (citato in (9)) |
|        | Fullini (Polcenigo, Alpago) Titolo: conte Partito di rosso e d'argento, ai due leoni affrontati sostenenti un ramo di palma al naturale, il primo d'oro, il secondo di rosso coronato d'oro. (citato in (31) e (32)) (immagine in Fondo "Del Torso") |

### Fum
| Stemma | Casato e blasonatura |
| ------ | --- |
|        | Fumagalli (Milano) d'oro al castello partito di azzurro e d'argento, cimato da due torri di due piani dello stesso aperte e finestrate del campo; quella di destra sormontata da un'aquila di nero, quella di sinistra da un gallo al naturale (citato in (4) – Vol. III pag. 289) castello a 2 torri di 2 palchi partito di azzurro e di argento su oro aperto e finestrato del campo - la torre di azzurro cimata da una aquila di nero - la torre di argento cimata da un gallo al naturale (citato in LEOM) |
|        | Fumagalli (Milano) Gallo (citato in DAlena) |
|        | Fumanelli (Verona) Titoli: Nobile, Marchese troncato con la fascia sulla troncatura, scaccata d'azzurro e d'oro di due file e sei tratti; il 1º d'azzurro a tre pali d'oro; il 2º di azzurro alla stella (8) di oro sormontata da una mezzaluna dello stesso, crescente (citato in (4) – Vol. III pag. 289 e pag. 290) fascia scaccata di oro e di azzurro (2file) su azzurro - 3 pali di oro su azzurro - stella (8 raggi) di oro sormontata da luna dello stesso su azzurro (citato in LEOM) Motto: Post fumum flamma |
|        | Fumanti (Firenze) D'azzurro, al monte di sei cime d'oro, cimato da una fiamma di rosso alias D'argento, al monte di sei cime d'azzurro, cimato da una fiamma di rosso (citato in (9)) |
|        | Fumasoni Biondi (Roma, Frascati) di azzurro, alla fascia d'oro accompagnata in capo da una lira musicale contornata da sette stelle d'oro ed in punta da un elefante al naturale con sopra una torretta al naturale merlata alla guelfa, fumante, su un terreno di verde Motto: Non frangit onus non laedit sidera fumus (citato in (4) – Vol. III pag. 290) fascia di oro su azzurro - lira contornata da - 7 stelle (5 raggi) di oro poste in orlo in alto su azzurro - elefante al naturale passante su terrazzo di verde gualdrappato di argento e portante sul dorso una torretta fumante al naturale in basso su azzurro (citato in LEOM) |
|        | Fumi (Orvieto) di nero alla torre di argento dalla quale escono tre fiamme di rosso (citato in (4) – Vol. III pag. 290) torre di argento uscente dalla punta infiammata di rosso su nero (citato in LEOM) |

### Fun
| Stemma | Casato e blasonatura |
| ------ | --- |
|        | Funatti (Cesena) (la blasonatura non è stata ancora caricata) (citato in BLCW) Immagine in Blasone Cesenate. |
|        | Fune o Funi (Sicilia) d'oro, al leone di rosso, rinchiuso in un laccio d'amore d'azzurro, attorniato dal motto: FUNES PECCATORUM APPREHENDERUNT ME, di nero (citato in Mango) leone rampante di rosso racchiuso in - un laccio d'amore di azzurro attorniato dal - motto in lettere maiuscole di nero "FUNES PECCATORUM APPREHENDERUNT ME" tutto su oro (citato in LEOM) Motto: Funes peccatorum apprehenderunt me |

### Fuo
| Stemma | Casato e blasonatura                                                                                           |
| ------ | --- |
|        | Fuogaccia (Cesena) (la blasonatura non è stata ancora caricata) (citato in BLCW) Immagine in Blasone Cesenate. |

### Fur
| Stemma | Casato e blasonatura |
| ------ | --- |
|        | Furegoni (Pirano (Istria)) Titoli: Conte grembiato d'oro e d'azzurro di otto pezzi (citato in (4) – Vol. III pag. 291) grambiato di oro e di azzurro (citato in LEOM) |
|        | Furga Gornini (Firenze) 3 vasi di rose al naturale su troncato di argento e di oro - leone rampante nascente di oro su azzurro lancia da torneo di oro in destra in sbarra - argento pieno - fascia di oro su troncato di azzurro e di argento - aquila di nero su azzurro - corno rivolto di oro su argento (citato in LEOM) |
|        | Furga Gornini (Firenze) 3 covoni (fasci) di spighe di grano di oro su azzurro poste 2,1 (citato in LEOM) |
|        | Furgiuele (Amantea (CS), prov. Ferrara, orig. Sabbioneta) Titoli: Patr. di Cosenza d'azzurro alla croce d'oro (alias d'argento) (citato in (8) - pag. 2) |
|        | Furietti (Sicilia) diviso d'azzuro e di rosso, con un leone d'oro, tenente con la zampa destra un giglio dello stesso broccante sul diviso (citato in (17)) Notizie storiche in Famiglie nobili di Sicilia. |
|        | Furitano (Lercara Friddi, Roma, Palermo) Titolo: nobile; signore di Maraffa d'oro, alla banda di nero, sostenente un leone passante al naturale, accompagnata dal sole di rosso nascente dall'angolo destro del capo, ed una stella di nero nel cantone destro della punta (citato in (4) – Vol. III pag. 291, in (12), in Mango e in (17)) banda di nero su oro - leone passante al naturale sulla banda mirante - un sole di rosso uscente dalla banda e dal capo su oro - stella (5 raggi) di nero in basso su oro (citato in LEOM) Notizie storiche in Famiglie nobili di Sicilia. |
|        | Furnagiotti (Cesena) (la blasonatura non è stata ancora caricata) (citato in BLCW) Immagine in Blasone Cesenate. |
|        | Furnari o Fornari o Fornaro (Sicilia) Titolo: duca di Fornari troncato di rosso e di nero, alla fascia diminuita d'argento, caricata dal motto: FIN CHE VENGA del secondo, attraversante sul tutto; nel 1° un levriere d'argento passante sulla divisa, nel 2° uno scaglione d'oro, accompagnato da tre rose dello stesso alias (di rosso, alla fascia diminuita d'argento, accompagnata in capo da uno scaglione dello stesso, in punta da un levriere passante, pure d'argento, sormontato a tre rose del campo ordinate in fascia e sostenuto dalla scritta FIN CHE VENGA di vero) (citato in Mango) alias diviso; nel 1° di rosso, con un cane levriere passante d'argento; nel 2° di nero, col capriolo d'oro accompagnato da tre stelle dello stesso (citato in (17)) Corona di duca Motto: Fin che venga Notizie storiche in Famiglie nobili di Sicilia. |
|        | Furnari (Reggio Calabria) troncato di rosso e di nero, alla fascia diminuita d'argento, attraversante sul tutto; nel 1° un levriere d'argento passante sulla divisa, nel 2° uno scaglione dello stesso, accompagnato da tre rose pure d'argento (Immagine nella Raccolta stemmi Trippini (JPG).) |
|        | Furno (Torino) D'argento, alla fiamma di rosso Motto: Semper ardens (citato in (11)) |
|        | Furno o Furni o Forno (Cherasco) Titolo: baroni di Piverone D'argento, alla salamandra di verde, con il capo d'azzurro, carico tre stelle d'oro, ordinate in fascia alias D'argento, alla fiamma di rosso, con il capo d'azzurro, carico tre stelle d'oro, ordinate in fascia Motto: Ardo et non ardeo (citato in (11)) |
|        | Furno o Forno (Asti) Partito, d'azzurro, alla cotta d'arme, d'oro, e d'argento, alla fiamma di rosso, con il capo d'oro, carico di un'aquila, di nero (alias partito, d'oro nella cotta d'arme e d'azzurro e d'argento alla fiamma di rosso; col capo dell'impero Motto: Infortuniis virtus relucet citato in (11)) |
|        | Fürthner (Toscana) (DE) Quadriert: Feld 1 und 4 silber-gold schräggeviert, in den silbernen Plätzen je 3 rote Pfähle, in den goldenen Plätzen je 1 naturfarbener Tierkopf von vorn, in Feld 2 und 3 in Blau 1 silberner Schild, belegt mit 1 oben von 2, unten von 1 oberhalben schwarzen Hufeisen begleiteten schwarzen Balken und 2 nach außen gewendete und in der Mitte verbundene goldene Hufeisen pfahlweise (citato in (20)) |

### Fus
| Stemma | Casato e blasonatura |
| ------ | --- |
|        | Fusari d'argento ai tre monti sormontati ciascuno da un fuso, il tutto la naturale; ogni fuso sormontato da una stella a 5 raggi d'oro, col capo d'azzurro ai tre gigli di oro divisi (citato in (4) – Vol. III pag. 291) 3 monti uscenti dalla punta cimati da 3 fusi tutto al naturale su argento sormontati da - 3 stelle (5 raggi) di oro poste 1,2 in alto su argento - 3 gigli di oro posti in fascia su azzurro in capo divisi da 2 filetti in palo di nero (citato in LEOM)                       |
|        | Fuschini (Cesena) (la blasonatura non è stata ancora caricata) (citato in BLCW) Immagine in Blasone Cesenate. |
|        | Fusco (Napoli, Ravello, Lettere) Titolo: patrizio di Ravello di argento ad una branca d'orso di nero, premente un cuore sanguinante di rosso, sormontato nel capo da un giglio dello stesso, e con la bordura dentata di rosso (citato in (4) – Vol. III pag. 292, in DAlena, in (12) e in Chiese di Ravello.) zampa di orso di nero uscente da destra afferrante da sopra un cuore di rosso grondante sangue su argento - giglio di rosso in alto su argento - bordura dentata di rosso (citato in LEOM) |
|        | Fusco (Napoletano) (la blasonatura non è stata ancora caricata) (citato in (14)) alias (la blasonatura non è stata ancora caricata) (citato in (14)) |
|        | Fusco (Brescia) di rosso a tre fasce innestate d'oro (citato in (4) – Vol. III pag. 293) |
|        | Fusconi (Norcia) di rosso, a tre fasce doppioinnestate d'oro di 7 pezzi (citato in (2) – pag. 318 e in DAlena) |
|        | Fusconi (Bologna, Ravenna) Titoli: Patrizio di Ravenna d'azzurro, all'arco celeste d'oro, di rosso, di verde posto in banda col mare in punta agitato d'argento (citato in (2) – pag. 49, in (4) - Vol. III pag. 292, in (5) - pag. 98 e in DAlena) arco celeste di oro di rosso e di verde posto in banda su mare agitato di argento su azzurro (citato in LEOM) |
|        | Fusconi (Brescia) 3 fasce doppioinnestate di oro su rosso (citato in LEOM) |
|        | Fusconi (Cesena) (la blasonatura non è stata ancora caricata) (citato in BLCW) Immagine in Blasone Cesenate. |
|        | Fuselli (Borgomasino) D'azzurro, alla banda d'argento, carica di tre fusi di rosso, accompagnata da due stelle d'oro Motto: Opifex virtus (citato in (11)) |
|        | Fusi (Vigevano) troncato di azzurro e di rosso; il 1º al castello al naturale sormontato da una stella (6) di oro; il 2º al leone coronato, tenente un fuso da filare, il tutto d'oro (citato in (4) – Vol. III pag. 293) castello a una torre uscente dalla troncatura al naturale su azzurro sormontato da - stella (6 raggi) di oro su azzurro - leone rampante coronato di oro tenente tra le zampe anteriori una conocchia e un fuso dello stesso su rosso (citato in LEOM)                          |
|        | Fusi (Firenze) D'azzurro, allo scaglione cimato da tre fusi appuntati in ventaglio e accostati da due stelle a otto punte, il tutto d'oro (citato in (9)) |

### Fux
| Stemma | Casato e blasonatura |
| ------ | --- |
|        | Fuxa o Infuxa (Sicilia) d'azzurro al leone d'oro (citato in Mango) |
|        | Fuxa (Sicilia) di rosso, con un leone d'oro rampante contro una torre merlata dello stesso, aperta e finestrata del campo, sormontata da tre lune montanti d'argento male ordinate 1, e 2 (citato in (17)) Notizie storiche in Famiglie nobili di Sicilia. |